# ヴェンニグセン (ダイスター)
ヴェンニグセン (ダイスター)またはヴェニグセン (ダイスター) (ドイツ語: Wennigsen (Deister)) は、ドイツ連邦共和国ニーダーザクセン州ハノーファー広域連合に属す町村（以下、本項では便宜上「町」と記載する）である。人口は約14,000人で、ハノーファーの南西に位置している。森が豊かなこの町はカレンベルガー・ラント内のダイスター丘陵地に位置している。

## 地理

### 位置
ヴェンニグセン (ダイスター) の町は、中低山地であるヴェーザー山地の北の支脈であるダイスター丘陵に位置している。この町は州都ハノーファーから直線距離で約 15 km 南西にあり、ダイスターとライネ川との間に広がる歴史地区カレンベルガー・ラントに含まれる。カレンベルガー・ラントの肥沃な黄土地域に位置しており、農場として集約的に農業に利用されている。ヴェンニグセンの最高地点であり、同時にハノーファー広域連合の最高地点であるのが、ダイスターの尾根にあたる海抜 405 m のブレーンである。2つの小川ヴェンニグサー・ミュールバッハとブレーデンベッカー・バッハがエーフェストルフで合流して全長約 16 km のイーメ川が生まれる。ここが最低地点でもあり、海抜 69 m である。

### 隣接する市町村
ヴェンニグセンは、北から時計回りに、ゲールデン、ロネンベルク、シュプリンゲ、バルジングハウゼンと境を接している。

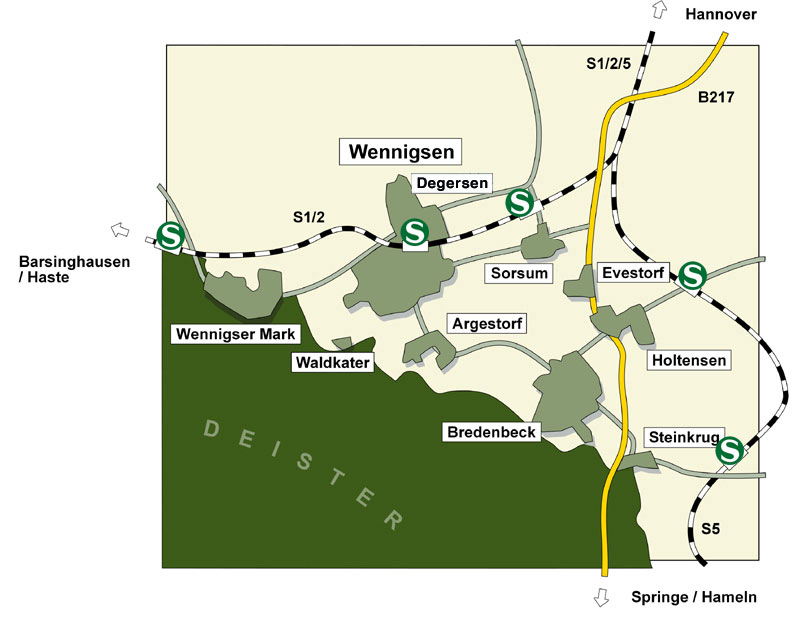
ヴェンニグセン地区図

### 自治体の構成
1970年の地域再編以後、ヴェンニグセン (ダイスター) は、8つの地区で構成されている。
- アルゲストルフ（321人、2.9 km2）
- ブレーデンベック（シュタインクルークを含む、3,401人、14.4 km2）
- デーゲルセン（2,128人、6.4 km2）
- エーフェストルフ（322人、1.5 km2）
- ホルテンゼン（1,299人、5.7 km2）
- ゾルズム（590人、2.7&nbsp:km2）
- ヴェンニグセン（ヴァルトカーターを含む、5,899人、20.3 km2面積にはヴェンニグサー・マルクを含む）
- ヴェンニグサー・マルク（1,204人）

ヴェンニグセン (ダイスター) のオルツラーゲ（分離集落）:
- ヴァルトカーター（ヴェンニグセン地区、220人）
- シュタインクルーク（ブレーデンベック地区、201人）

### 土地利用
この町の総面積は 53.9 km2 で土地利用目的別の内訳は以下の通りである。
- 住宅地 4.5 km2
- スポーツ用地および緑地（レジャー用地）: 0.4 km2
- 道路、広場: 2.2 km2
- 農耕地: 20.5 km2
- その他の農業用地: 1.4 km2
- 森林（広葉樹林 5.1 km2、針葉樹林 4.8 km2、混交林 14.6 km2）: 24.5 km2
- 水域: 0.33 km2
- その他: 0.07 km2

森林の占有率 46 % は、ハノーファー広域連合で最も高い値である。

### 天候
ヴェンニグセンは、年間平均気温と平均年間降水量から温帯に属している。最も寒い月は1月で、長期の平均気温は 0.6℃ である。最も温かい月は7月と8月で長期の平均気温はそれぞれ 17.2℃ と 16.9℃ である。
| ヴェンニグセンの気候         | ヴェンニグセンの気候 | ヴェンニグセンの気候 | ヴェンニグセンの気候 | ヴェンニグセンの気候 | ヴェンニグセンの気候 | ヴェンニグセンの気候 | ヴェンニグセンの気候 | ヴェンニグセンの気候 | ヴェンニグセンの気候 | ヴェンニグセンの気候 | ヴェンニグセンの気候 | ヴェンニグセンの気候 | ヴェンニグセンの気候 |
| 月                           | 1月                  | 2月                  | 3月                  | 4月                  | 5月                  | 6月                  | 7月                  | 8月                  | 9月                  | 10月                 | 11月                 | 12月                 | 年                   |
| ---------------------------- | -------------------- | -------------------- | -------------------- | -------------------- | -------------------- | -------------------- | -------------------- | -------------------- | -------------------- | -------------------- | -------------------- | -------------------- | -------------------- |
| 平均最高気温 °C （°F）       | 4 (39)               | 4 (39)               | 9 (48)               | 13 (55)              | 18 (64)              | 21 (70)              | 23 (73)              | 23 (73)              | 19 (66)              | 14 (57)              | 8 (46)               | 4 (39)               | 13.3 (55.8)          |
| 日平均気温 °C （°F）         | 0.6 (33.1)           | 1.1 (34)             | 4.0 (39.2)           | 7.8 (46)             | 12.6 (54.7)          | 15.8 (60.4)          | 17.2 (63)            | 16.9 (62.4)          | 13.7 (56.7)          | 9.8 (49.6)           | 5.0 (41)             | 1.9 (35.4)           | 8.87 (47.96)         |
| 平均最低気温 °C （°F）       | 0 (32)               | −1 (30)              | 2 (36)               | 4 (39)               | 8 (46)               | 11 (52)              | 13 (55)              | 13 (55)              | 10 (50)              | 7 (45)               | 3 (37)               | 1 (34)               | 5.9 (42.6)           |
| 降水量 mm （inch）           | 51.7 (2.035)         | 38.3 (1.508)         | 49.6 (1.953)         | 50.1 (1.972)         | 58.6 (2.307)         | 66.0 (2.598)         | 64.9 (2.555)         | 62.5 (2.461)         | 48.3 (1.902)         | 41.5 (1.634)         | 53.9 (2.122)         | 56.6 (2.228)         | 642 (25.275)         |
| 平均日照時間                 | 1.39                 | 2.38                 | 3.52                 | 5.00                 | 6.88                 | 6.93                 | 6.61                 | 6.57                 | 4.55                 | 3.47                 | 1.72                 | 1.12                 | 4.178                |
| 出典：Deutscher Wetterdienst |                      |                      |                      |                      |                      |                      |                      |                      |                      |                      |                      |                      |                      |

## 歴史

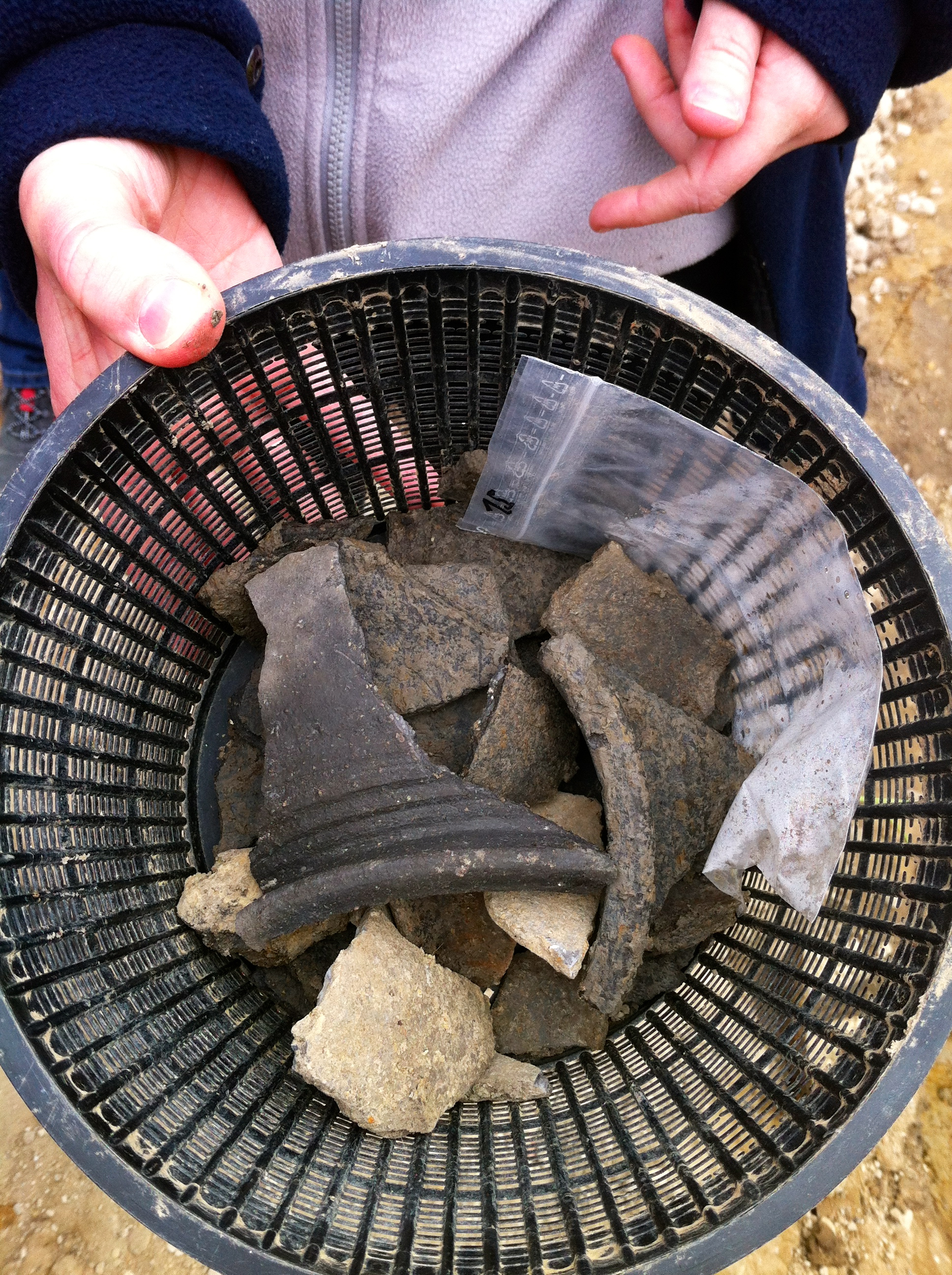
幼稚園の工事現場から出土した陶片

### 歴史の概要
ヴェンニグセンおよびその近隣の集落は、おそらく、5世紀から8世紀のフランク王国の開墾・定住期に成立した。竪穴建物跡や陶片といった最も古い時期の定住の痕跡は、2012年に修道院から約 200 m 離れたノイシュタット通りにあるフォーゲルネスト幼稚園新築工事の際の考古学的発掘調査によって発見された。この出土品は、10世紀から12世紀のものと同定されている。
ヴェンニグセン集落の最初の文書上の記録（1199年および1206年）は、アメルングスボルン修道院の13世紀の写本断片として遺されているだけであるが、ヒルデスハイム司教ハルトベルトによるものであった。この文書には、ヴェンニグセン出身のポッペンブルク伯ベルンハルトが、アメルングスボルン修道院から彼の父に譲渡されたヘンメンドルフ近郊の Swalenhusen の製塩所の経営を放棄したことが記されている。この文書の存在は、当時ヴェンニグセンにポッペンブルク伯ベルンハルトの入植地があったことを示している。ポッペンブルク伯は、5弁のバラ3本を斜め帯上に配置した印章を用いていた。この「ポッペンブルクのバラ」は、現在もヴェンニグセンの町の紋章として用いられている。
1330年にダイスターヴァルト周辺の88の集落の権利分配が行われたが、ヴェンニグセン集落もここで言及されている。1352年の、ヴンストルフ女子修道院長とヴェンニグセン女子修道院長およびミンデン司教ゲルハルト1世フォン・シャウエンブルク、ならびにその他の貴族の証人によって作成された証文では、レッデルゼ村所有の森林からヴェンニグセンの森を分離することが定められている。

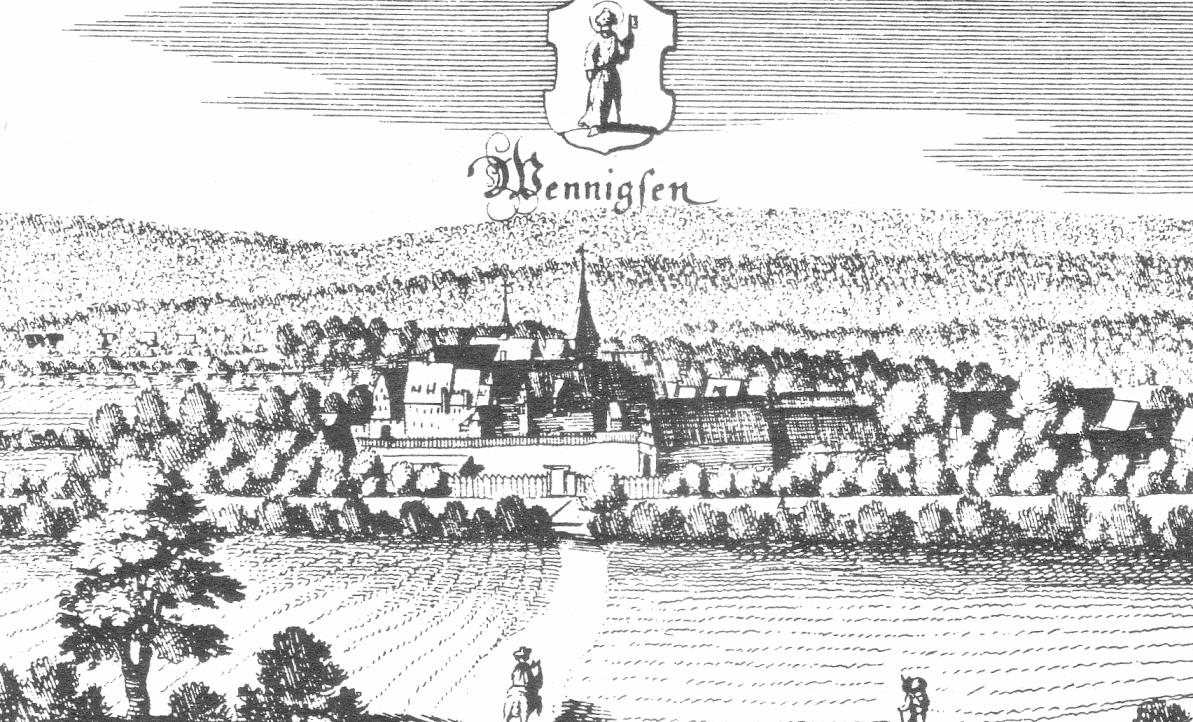
1650年頃のマテウス・メーリアンの銅版画に描かれたヴェンニグセン

三十年戦争でこの村は、火災によりほぼ完全に破壊され、住民たちは強盗や略奪の危険にさらされた。1626年には修道院が略奪された。
ブラウンシュヴァイク＝リューネブルク公ゲオルク・ヴィルヘルム（その死後ハノーファー選帝侯領に統合された）は、カレンベルク大代官区分割後、新設されたアムト・カレンベルクの裁判をこの村に委ねた。ヴェンニグセン区裁判所は現在も存在している。
ダイスターの石炭発見と1636年からのその採掘は、急速な経済発展をもたらした。ブレーンでの石炭採掘に関する最初の記録は1639年のものである。この石炭は、品質が悪くて鍛造作業には不向きであり、リンデンでの石灰焼成や、ブレーデンベック＝シュタインクルークのフォレストガラス工房で用いられた。
1859年から1885年までヴェンニグセンは、現在のバルジングハウゼン、ゲールデン、ヴェンニグセン、およびロネンベルク市西部を包含するアムト・ヴェンニグセンの主邑であった。1885年にアムト・ヴェンニグセンとアムト・リンデンがリンデン郡として統合された。この郡は1932年まで存在し、その後ハノーファー郡に編入された。ヴェンニグセンは2004年12月31日までハノーファー行政管区に属したが、ニーダーザクセン州の他の行政管区と同様に2004年に廃止された。

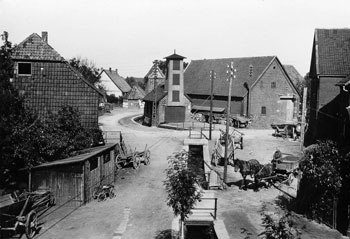
1920年に撮影されたヴェンニグセン中心部、フォイアーヴェール広場

1872年にリンデンからハステへの鉄道（ダイスター鉄道）が開業した。この路線は現在、ハノーファーSバーンのS1、S2、S21号線の一部となっている。
1957年にホルスト・モーハウプト（1927年 - 2006年）がゲマインデディレクター（町の行政責任者）に任命され、その後12年間この職にあった。1969年に近隣のアルゲストルフ、ブレーデンベック、デーゲルセン、エーフェストルフ、ホルテンゼン、ゾルズムが合併し、1970年1月1日に単一自治体ヴェンニグセン (ダイスター) が成立した。この合併とその際の法整備は、数年後にニーダーザクセン州全土で行われた地域改革および行政改革のモデルとなった。刷新された町の初代ゲマインデディレクターにはラインハルト・フェルトカンプが就任した。
この町で最初の専任町長は、クリストフ・マイネーケ（無所属）で、2007年1月1日から2021年10月31日までこの職を務めた。彼は名誉職の町長であったレナーテ・ボルマン (SPD) とゲマインデディレクターのクニベルト・エーヴェルト (CDU) から職責を引き継いだ。マイネーケは、2021年の町長選挙には出馬しなかった。彼の後継者にはインゴ・クローケマン (SPD) が選ばれた。

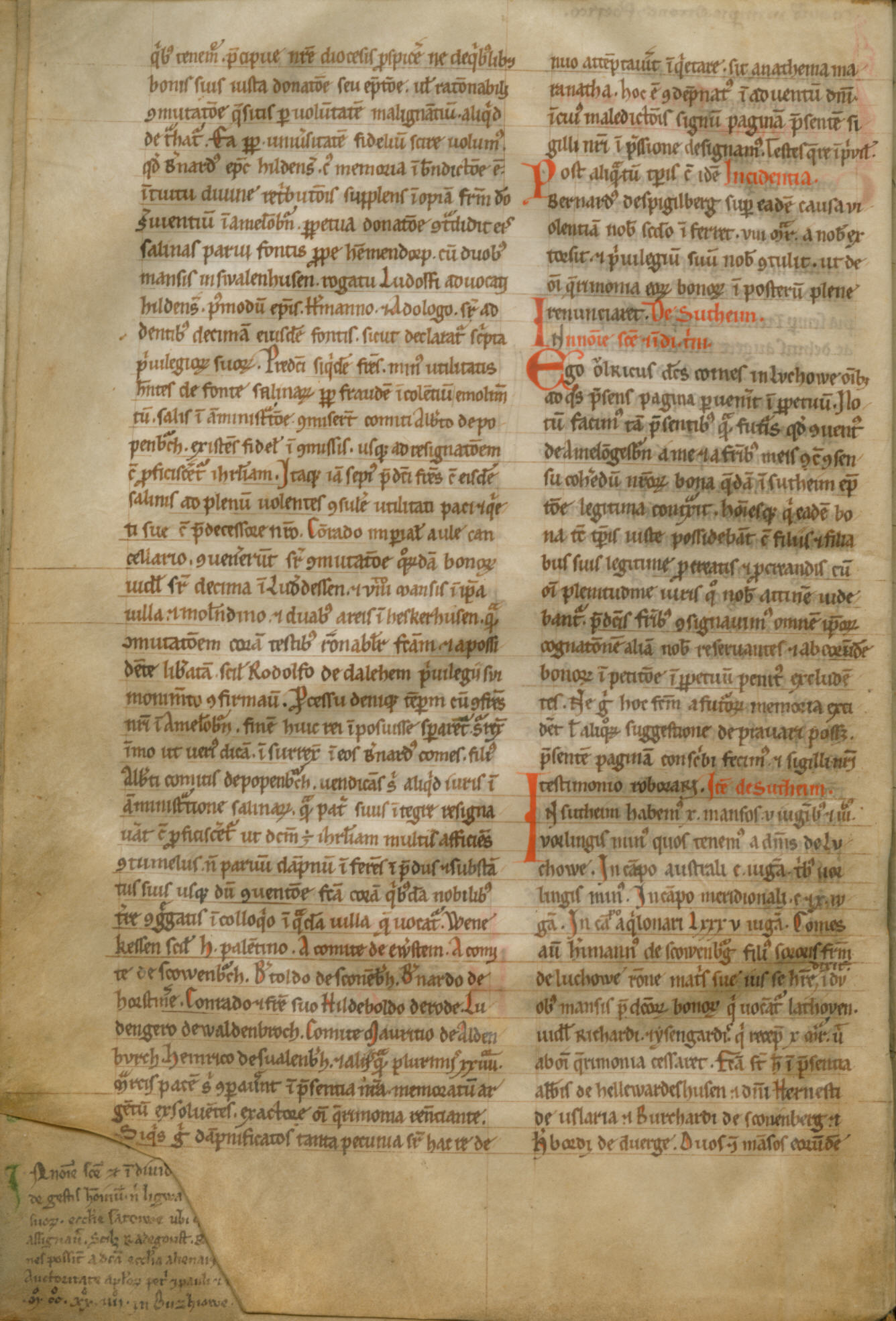
ヴェンニグセンについて初めて記録された1200年頃の記録。左列下から8-9行目にWenekessenの記述が見られる。

### 地名
この集落は、1200年頃には Wennekessen、1230年には Wennicigissen と呼ばれた。1932年に Wennigsen が公式な名称として確定した。この地名は、wenec = wenig, winzig（少ない、小さい）に由来しており、「小さな集落」を意味している。
地名は常にわずかながら変更されてきた。
| - 1236年 Weniggessem - 1241年 Wenekessen - 1250年 Wennigessen - 1274年 Weningesen - 1291年 Weningissen - 1301年 Wenigsen - 1349年 Weningessen | - 1368年 Weninghessen - 1392年 Wennynghessen - 1506年 Wennigessen - 1571年 Wennigßen - 1592年 および 1616年 Wennigsen - 1653年 Wennessen - 1654年から Wennigsen |

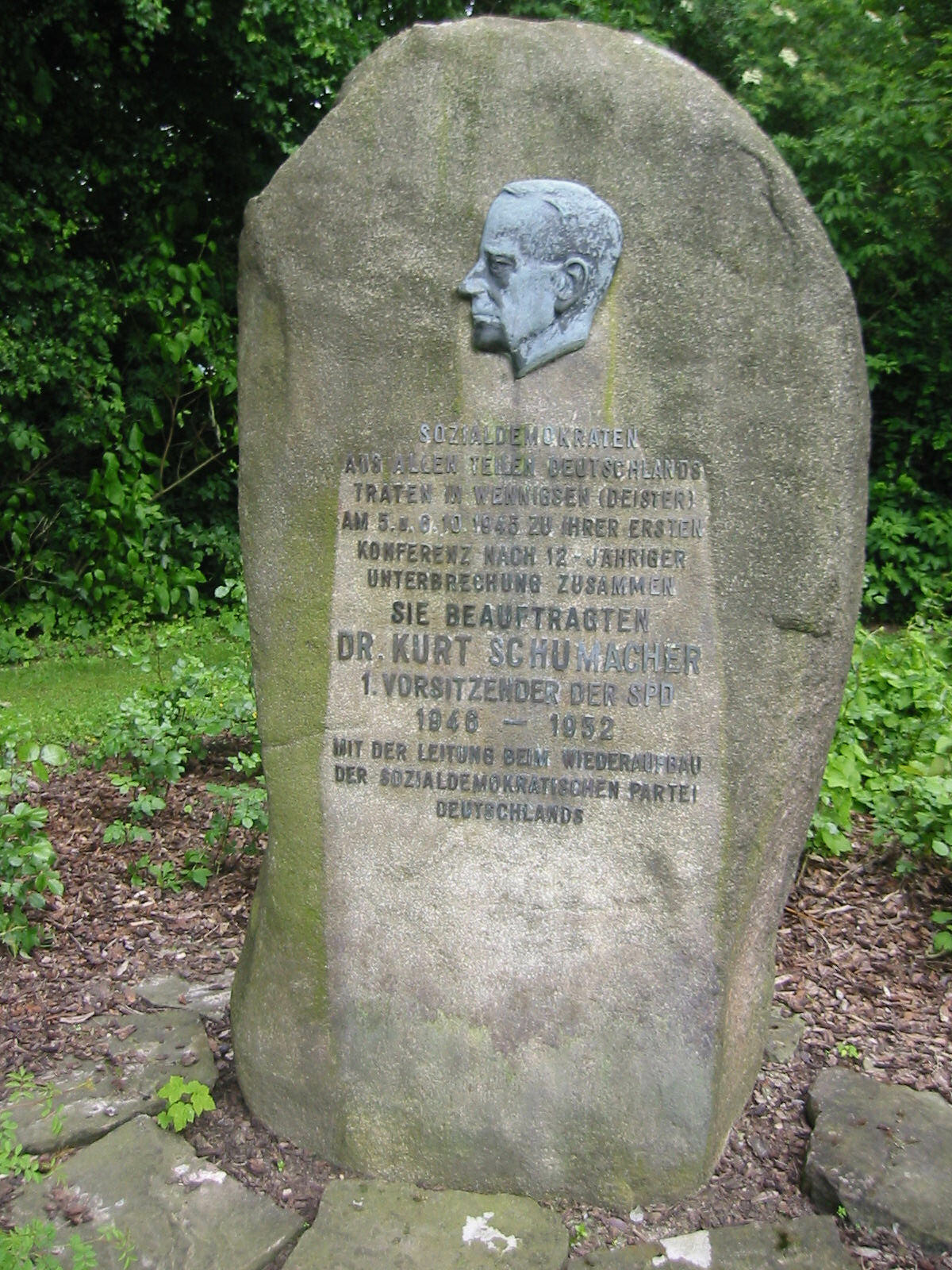
クルト・シューマッハー記念碑

### SPD の再結成
1945年10月5日から7日に当時のステーションホテル「ペターゼン」で開催されたヴェンニグセン会議で、ナチス独裁政治後のドイツ社会民主党 (SPD) が再結成された。この場所が選ばれた理由は、当時のビュッケブルク空港（現在のビュッケブルク陸軍飛行場）への鉄道接続と、社会民主主義の伝統によるものであった。社会民主主義者の第1回中央会議と称されるこの会議には、ドイツ全土の社会民主主義者およびロンドンに亡命していた人々が集まった。会議は、3つの西側占領地におけるドイツ社会民主主義政党の再興に関する指導をクルト・シューマッハーに委ねることを決定した。現在のバーンホーフ通りにあるホテル・カレンベルガー・ホーフの記念プレートとその向かいに建つ駅の記念プレートがこの出来事を物語っている。

## 住民

### 人口推移
現在ヴェンニグセンを形成している集落の1925年時点での人口は合計5,458人であった。1933年に5,444人にまで減少した後、1939年には5,807人に増加した。ヴェンニグセンの人口は1940年から1985年まで増加し、約14,000人となった。2020年の外国人の比率は 14.4 % であった。2020年の人口1,000人あたりの死亡者数は11.7人、出生者数は8.0人であった。2016年から2021年までの転出・転入収支はプラス124人であり、転出者よりも転入者のほうが多い。州都の人口集積地であることは明らかに魅力的な効果をもたらしており、ヴェンニグセンの低い出生率を補っている。
2020年現在のヴェンニグセン住民の平均年齢は46.4歳である。45歳から64歳が最も多くて 32.03 % で、次いで65歳以上の高齢者が 25.52 % を占める。3番めに、25歳から44歳が 19.19 % で続く。子供（0歳から11歳、11.28 %）と青年（12歳から24歳、11.98 %）は合わせて 23.26 % である。女性が51.6 %、男性が48.4 %である。
年齢層の変動幅は地区ごとに大きく異なっている。41歳から59歳は約 4 % で極めて一様に分布している。60歳以上の比率は、最も小さい値のゾルズムでは 19.1 % であるのに対して、最も大きい値のヴェンニグザー・マルクでは 30.3 % と大きな差がある。子供の比率にも 1.9 %（アルゲストルフ）から 6.5 %（ホルテンゼン）まで違いがある。
2020年1月1日現在、ヴェンニグセン町外（主にハノーファー）で働く社会保険支払い義務のある就労者（通勤者）数は4,420人で、逆に町外からヴェンニグセンに通勤する就労者は1,728人であった。

### 宗教

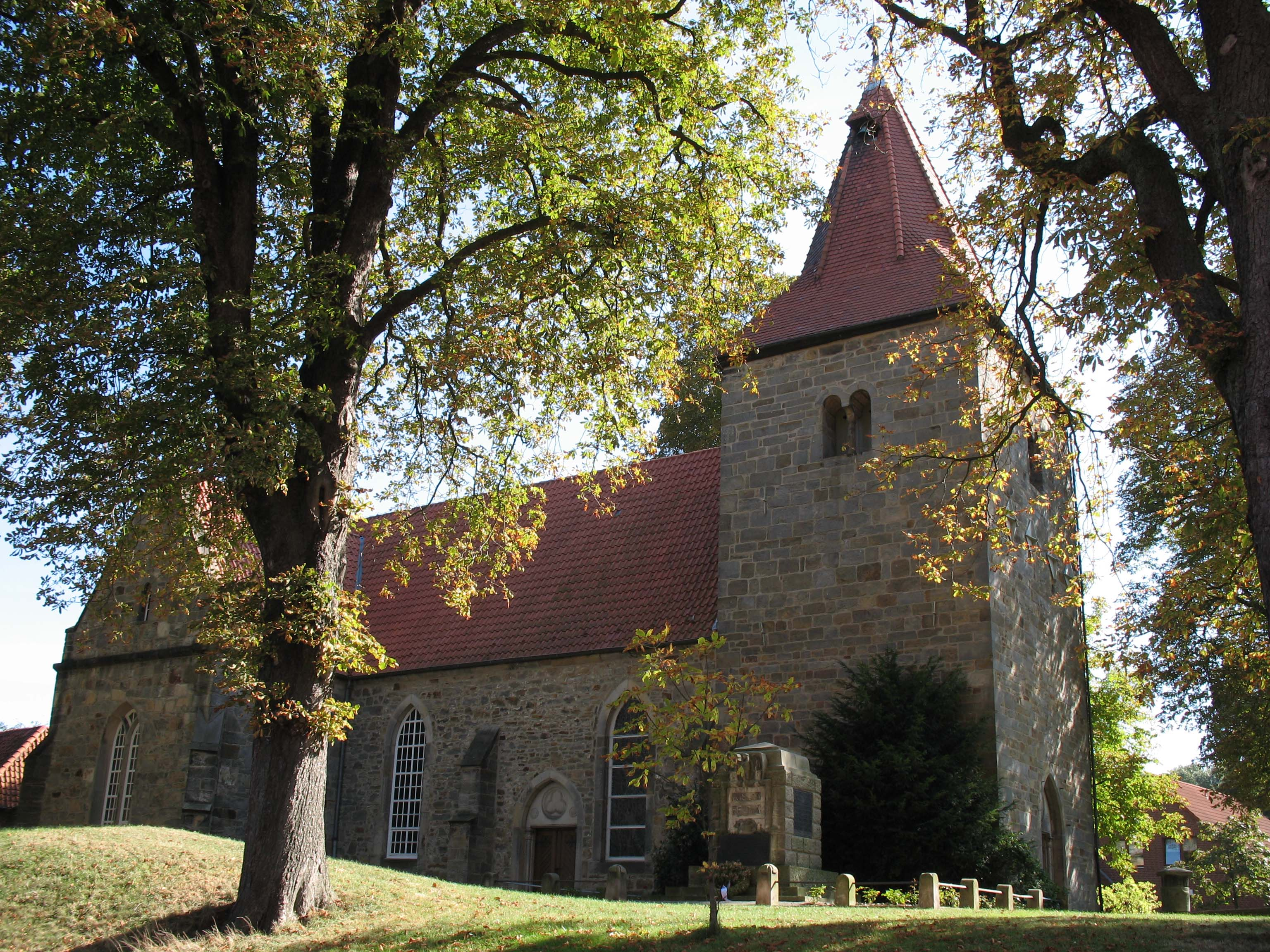
ホルテンゼンの教会

#### 福音主義ルター派教会
ヴェンニグセンの教会は、ハノーファー福音ルター派州教会のロネンベルク教会クライスに属す。
- 福音主義＝ルター派ホルテンゼン＝ブレーデンベック教会、ホルテンゼン地区、アン・デア・キルヘ3番地
  - ホルテンゼンの教会、ホルテンゼン地区、リンデルター通り13番地
  - ディートリヒ＝ボンヘッファー＝ハウス、ブレーデンベック地区、アウグスト＝ヴァルネッケ＝ヴェーク2番地
- 福音主義＝ルター派マリエン＝ペトリ＝ゲマインデ・ヴェンニグセン、ヴェンニグセン地区クロスターアムトホーフ3番地
  - ヴェンニグセン修道院教会、ヴェンニグセン地区クロスターアムトホーフ3番地
  - ヨハネス礼拝堂、ゾルズム地区、アン・デア・カペレ

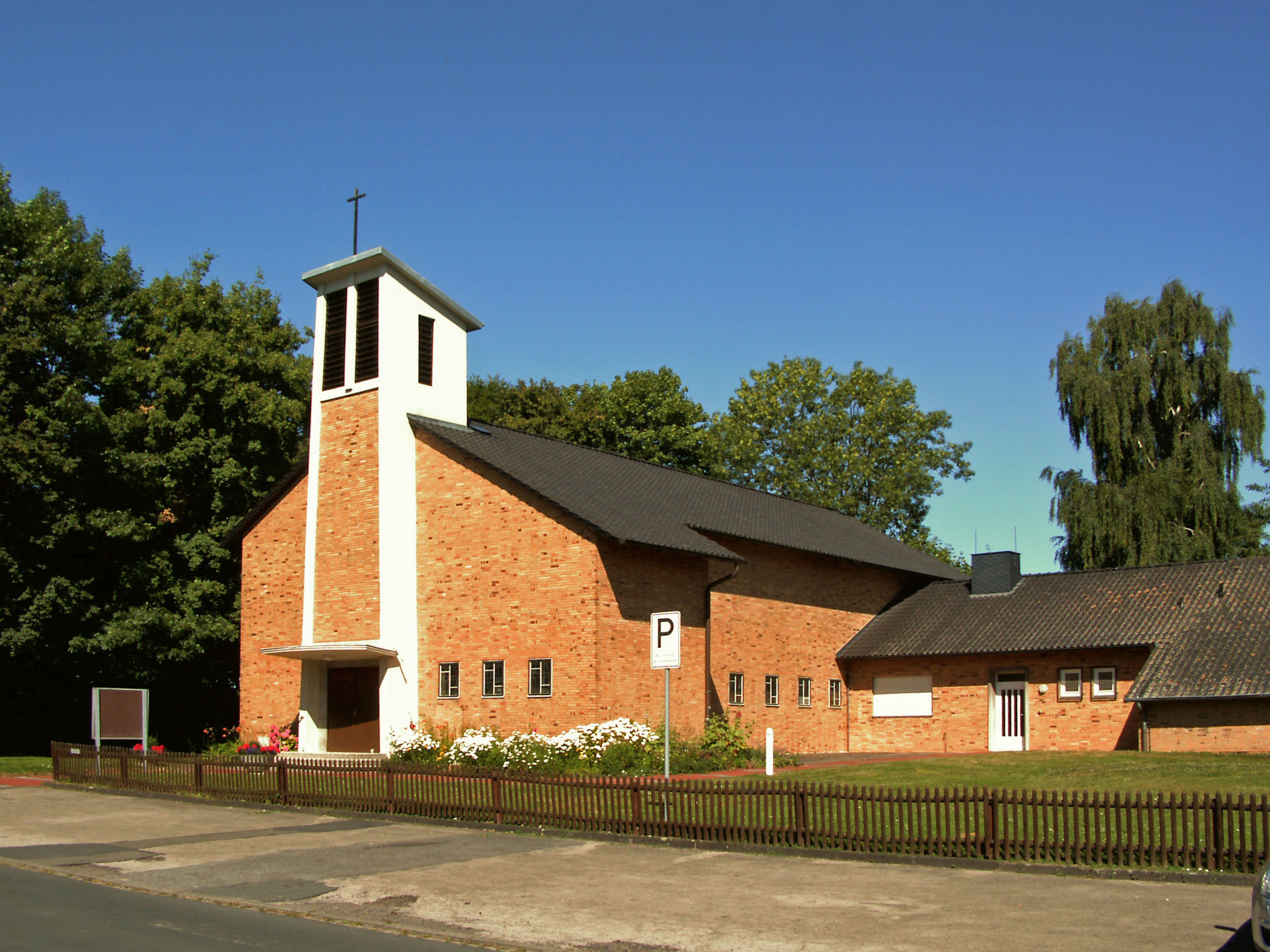
聖フーベルトゥス教会

#### ローマ＝カトリック教会
ヴェンニグセンが属しているカトリックのゲールデンの聖ボニファティウス教区は、ヒルデスハイム司教区ハノーファー主席司祭区の分教会である。
- 聖フーベルトゥス教会、ヴェンニグセン地区ヴェーヴェーク1番地

リエージュのフーベルトゥスにちなんで名付けられた聖フーベルトゥス教会は、ヴェンニグセンの東端にある。1960年に定礎がなされ、1961年9月30日に献堂された。
1962年から2014年まで、ホルテンゼン地区にもう1つのカトリック教会、聖クリストフォルス教会があった。

#### 自由教会
クリストゥス＝ゲマインデ・ヴェンニグセン（バプテスト）は、福音主義自由教会連合の福音主義自由教会ハノーファー総教会に属している。
- クリストゥス・ゲマインデの教団ハウス、ヴェンニグセン地区、ノイシュタット通り52番地

## 行政

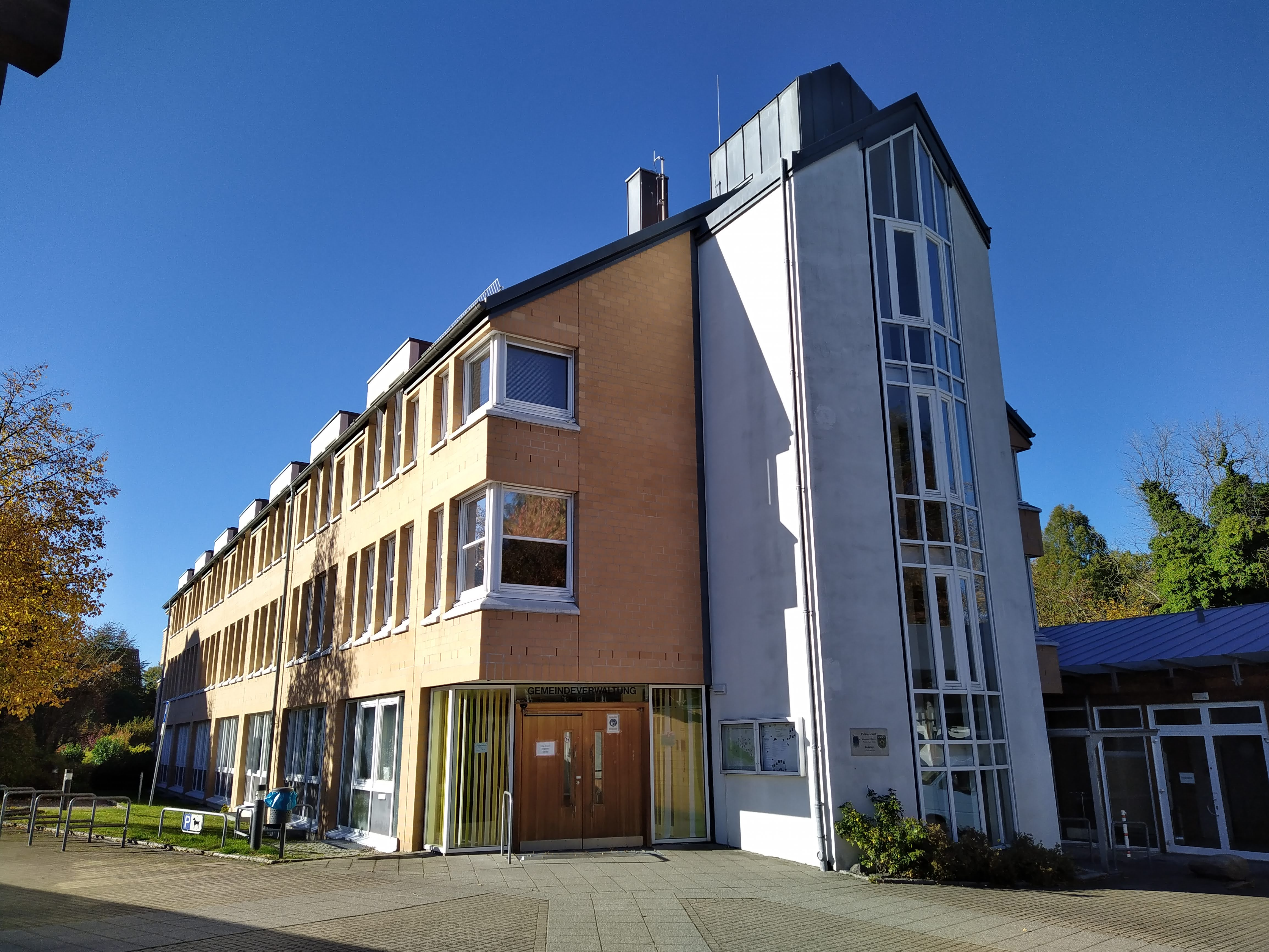
ヴェンニグセン町役場

### 議会
ヴェンニグセンの町議会は30議席からなる。

### 首長

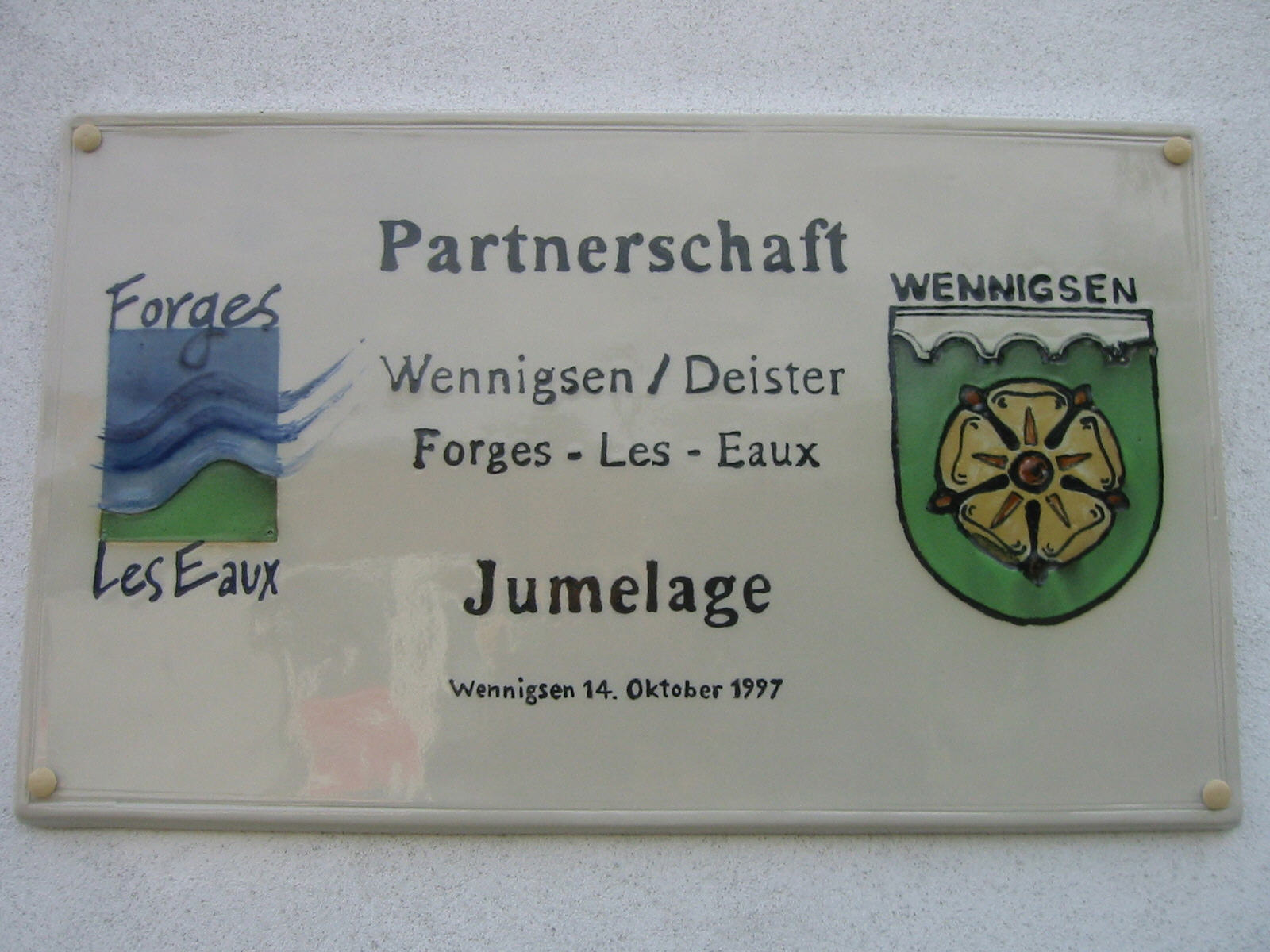
姉妹自治体を示すプレート

2021年9月26日にインゴ・クローケマン (SPD) がヴェンニグセンの町長に選出された。対立候補ウルリーケ・シューベルトとの決選投票で彼は 51.72 % の支持票を獲得した。この選挙の投票率は 74.12 % であった。

### 姉妹自治体
- フォルジュ＝レ＝ゾー（フランス、セーヌ＝マリティーム県）1997年10月14日[14]

### 紋章
ヴェンニグセンの町の色は、緑-金-赤である。紋章は緑地で、4つのアーチ状のロマネスク様式のロンバルディア帯で区切られた銀地の頂部をもつ。その下に、赤い蕊をもつ金のバラが描かれている。ポッペンブルクのバラと呼ばれるこのデザインはヴェンニグセンの紋章の構成要素である。

### 地区議会
この町の8つの地区に地区議会があり、2021年から2026年の任期現在で46人が地区議員となっている。

### 住民参加活動

#### Wiki loves monuments
住民たちは情報と写真でウィキペディアを充実させている。
町政当局は、ウィキメディア・ドイチュラントとともに、2011年9月に建物や文化財のローカルな写真コンテストを開催した。その目的は、歴史的文物の記録と一般的知名度の獲得であった。311枚の提出された写真のうち、ホルテンゼンの教会が全国コンテストで11位となった。もう1つのプラス効果としては、ウィキペディア内にヴェンニグセンの文化財やローカルなテーマに関する個別の記事が多く創られたことが挙げられる。

#### 気候保護活動プログラム
住民たちはCO2削減に対する町の行動計画を開発している。
2009年から2010年にかけて、住民参加の下でCO2バランス低減に関する52の提言を含む気候保護活動プログラムが開発された。ヴェンニグセンの平均年間排出量は6.9トンであるが、京都議定書の目標を遵守するため2050年までに年間2トン以下にまで減少させるとしている。気候保護活動プログラムは2010年末に町議会で決議され、町のすべての関係者にとって将来の指標となる。

#### 気候宣言
エネルギー使用の変化に関する地域的連帯。
「気候宣言: ヴェンニグセンとカレンベルガー・ラントはそれに取り組んでいます！」は2011年春にスタートした。参加者は、モビリティ、エネルギー、栄養、消費などのあらゆるCO2関連分野で1年以内にその前年と比べて 2 % 以上削減することを宣言する。データはブレーメン大学によって市民パネルでオンライン評価され、ブレーメン、ブレーマーハーフェン、およびオーストリアとスペインの3つの地域と比較される。このプロジェクトは2011年9月にドイツUNESCO委員会から国連の模範的な教育活動として表彰された。

#### 住民参加プロジェクト「ホーエス・フェルト」
住宅地区の整備。
ヴェンニグセンは、ブレーメン大学ブレーメン情報マネジメント研究所の支援を受けて、住民参加プロジェクト「ホーエス・フェルト」を2011年末に実施した。その目的は1970年代に建設された古い住宅地の公共スペース（遊び場、緑地、住環境）を新たに整備し直すことである。この地区では人口の偏りが極めて顕著で、550人の住人のうち2/3が60歳以上である。全世帯の 60 % が、122件の提案とそれに対する投票とで、自らの周りの環境整備に関与した。オンラインでの手続きが4ヶ月間実施され、高い市民参加がなされた。現場の視察とワーキンググループ会議が並行して行われた。このプロジェクトは、2012年4月に、イニットAGとベヘルデン・シュピーゲルからオンライン市民参加の1等賞を受賞した。

## 経済と社会資本

### 経済構造
ヴェンニグセン (ダイスター) の経済構造は、ハノーファー広域連合経済圏内の立地とダイスター環境下の生活の質に大いに支えられている。こうした条件は、ハノーファー広域連合において平均以上の高い購買力と、最も高い学術関係者比率をこの町にもたらした。ヴェンニグセンの主要経済分野は、自然化粧品、精密機械、電子工学分野の製造加工業であり、小売業も盛んである。

### 購買力
ヴェンニグセンは、購買力指数が 105.7（2017年、100を平均とする指数）である。2010年の購買力指数は108.8であり、ハノーファー広域連合内の自治体で比較的上位（7位）に位置づけられている。これはハノーファー広域連合の平均値 107.4 よりも高い値であり、この町の主に小売業のポテンシャルを示している。さらにヴェンニグセンでは、カレンベルガー・ラントの他の市町村と同様に、全世帯に占める負債者比率が低い。

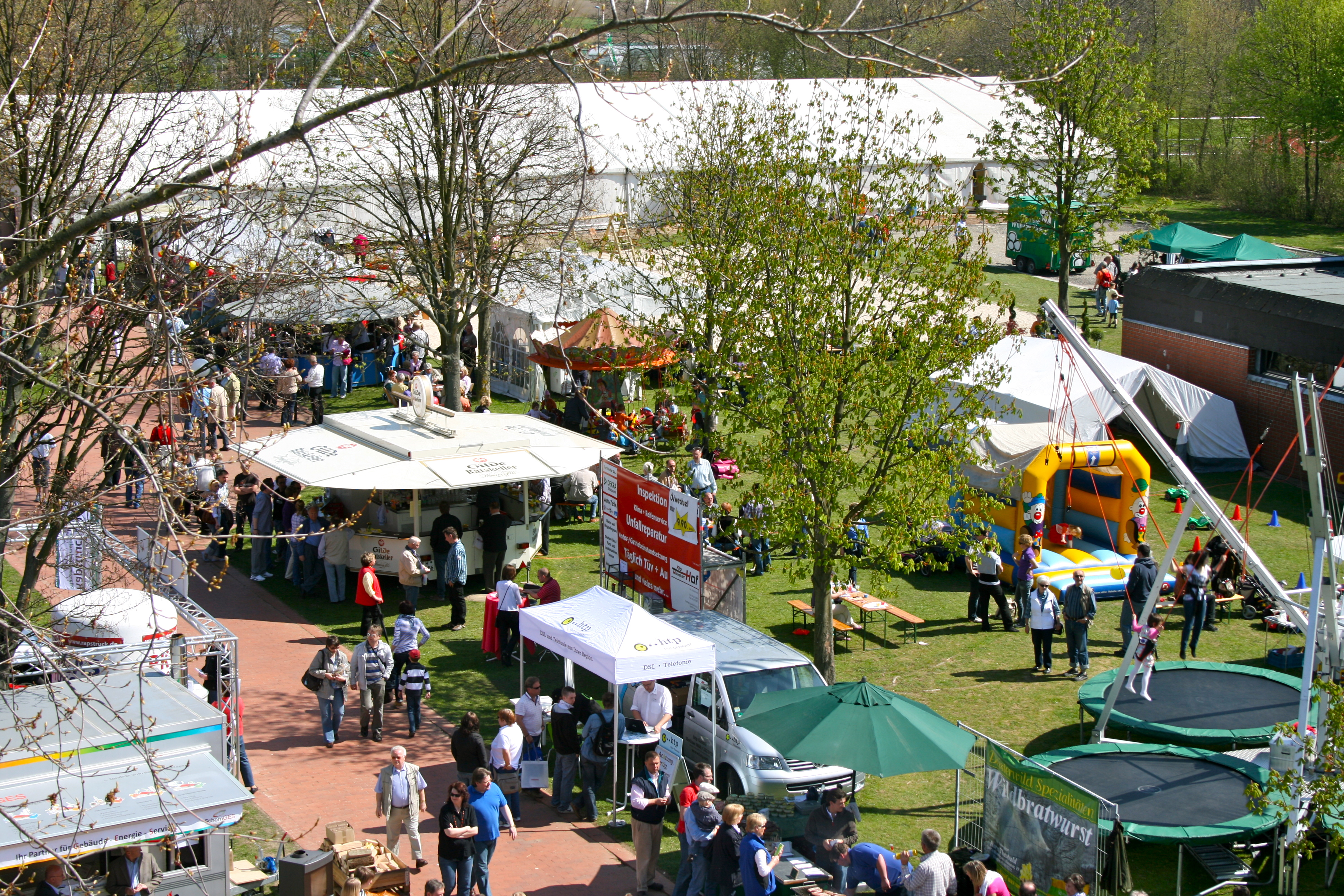
2010年のヴェンニグセン産業ショー

### 経済ネットワーク
ヴェンニグセンの経済関係のネットワークには、Wirtschaftliche Interessengemeinschaft Wennigsen（直訳: ヴェンニグセン経済利益共同体、WIG）と マネジメント・シニア・サービス (MSS) がある。WIG は約100社からなるネットワークで、1975年の創設以後ヴェンニグセンの企業、営業活動、商業者、自由業者、芸術家の利益代表として活動している。3年毎にゾフィー＝ショル総合学校のキャンパスで WIG のヴェンニグセン産業ショーが開催される。2018年にはブレーデンベック地区の騎士の館で初めて産業ショーが行われた。

### 企業
- ラヴェラナ自然化粧品: 自然化粧品製造
- クライエ建築資材: 1963年創業。大理石、花崗岩など
- ミュラー電子: 特に船舶航行用電子メーター
- マライ機械および電子: 鉄道工学分野の情報システム向けハウジングに特化したエンジニアリングオフィス
- カレンベルガー精密機械
- ハントケ医療工学
- mvk リーネ: 歯科工学領域の精密機械企業
- フライヘル・クニゲッシェ農林業地共同所有会社、最大の林業用地所有者で、1,230 ha を管理している。

### 観光業
ニーダーザクセン州の統計・コミュニケーション工学担当部署は、ヴェンニグセンには宿泊業者（9ベッド以上）が12軒、宿泊のキャパシティが548人分あると報告している。2012年現在、ホテル7軒、林間学校施設1軒、民宿25件がある。
2000年に近くのハノーファーで Expo 2000 が開催された際には、ヴェンニグセンでは過去最多の年間39,813泊の宿泊客があった。2011年の宿泊客は 34,362泊で、前年に比べて 9.5 % 増加した。外国人客は2011年に2,200人の最高値を示した。この町の全訪問客13,410人の平均滞在日数は1人あたり2.3日であった。

### 教育

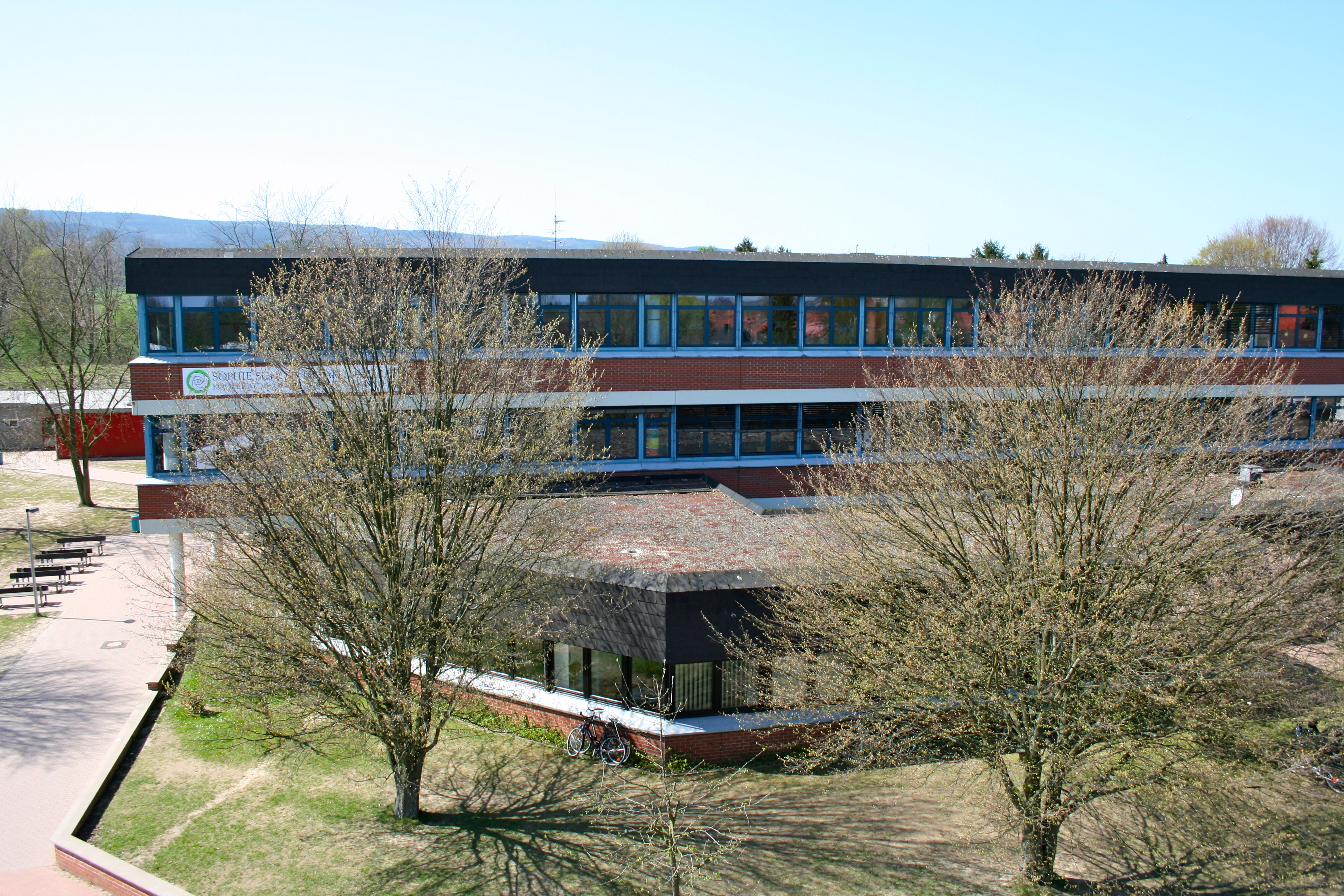
ゾフィー＝ショル総合学校

#### 学校
町内には、ヴェンニグセンとブレーデンベックに基礎課程学校がある。ヴェンニグセンには、オリエンテーション課程、本課程学校、実科学校で構成されていた旧ヴェンニグセン学校センターを母体とする共同型総合学校 (KGS) ゾフィー＝ショル総合学校がある。
ゾルズム地区には、附属幼稚園を含むヴァルドルフ学園が存在する。

#### 幼稚園
町内全域で幼稚園は12園あり、7つの運営母体によって経営されている。デガーゼン地区には言語治療幼稚園が、ホルテンゼン地区には障害者向け幼稚園がある。ヴェンニグセンにはキリスト教の信仰に基づく幼稚園エンマウス幼稚園がある。2つの小さな地区アルゲストルフとエーフェストルフにはそれぞれ託児所がある。2012年から2013年までフォーゲルネスト幼稚園が、パッシブハウス風の様式で新築された。2009年にすべての関連業務に対応するために町役場内に家族・サービス事務所が設置された。

### 交通

#### 道路交通
町域の東端を連邦道217号線が通っている。この道路はエーフェストルフの東をバイパス道路としてかすめ、ホルテンゼンを抜け、シュタインクルークの西を通り、ダイスターを超えてシュプリンゲのフェルクゼン市区へ向かう。

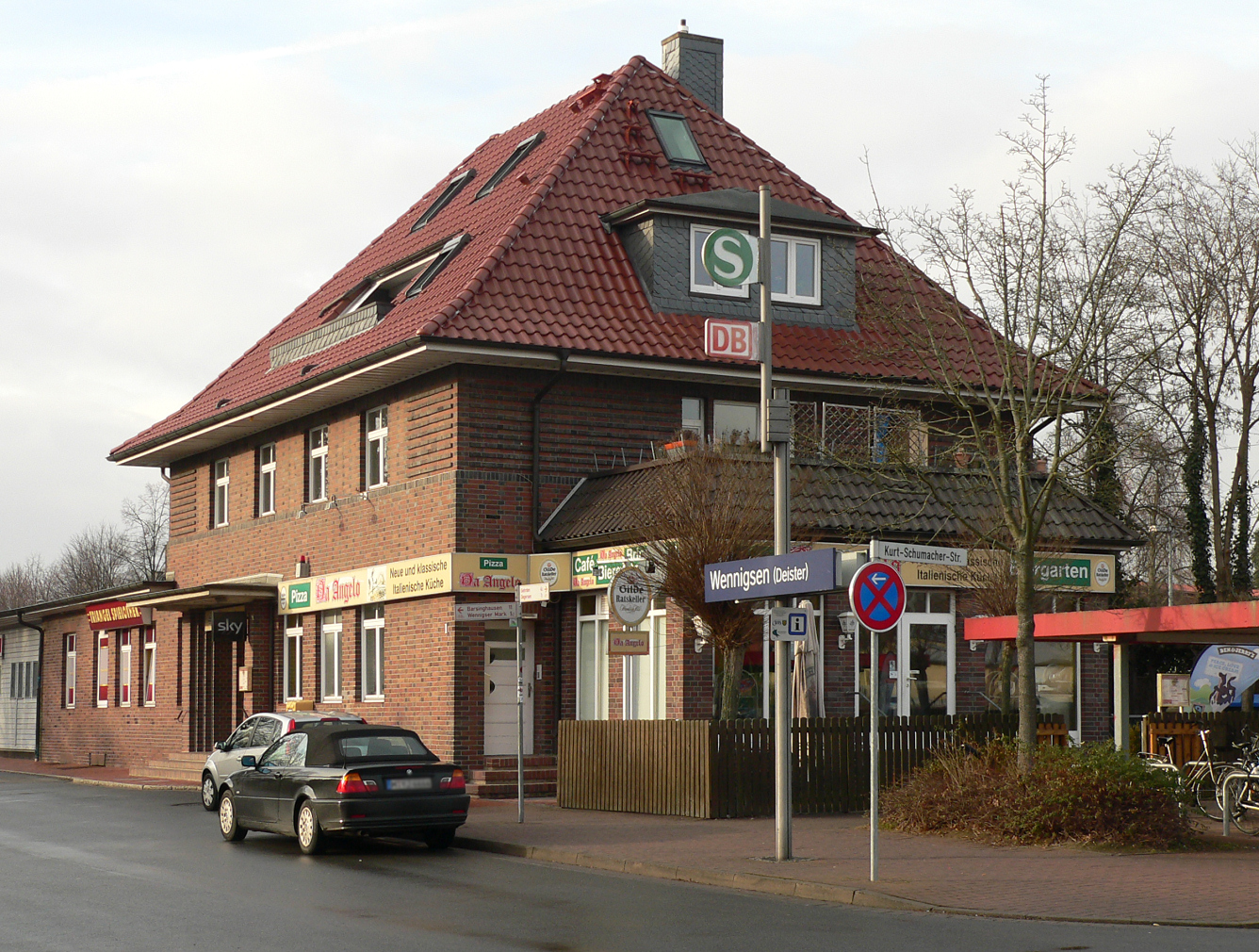
ヴェンニグセン駅の駅舎

#### 公共旅客近郊交通
ヴェンニグセンにはハノーファーSバーンの駅が2つある。その1つであるヴェンニグセン駅では、ダイスター線沿いにバルジングハウゼン/ハステ方面に向かうS1号線、S2号線、S21号線が利用できる。
| 路線番号 | 行程 | 運行間隔            |
| -------- | --- | ------------------- |
| S1       | ミンデン (ヴェストファーレン) - ビュッケブルク - キルヒホルステン - シュタットハーゲン - リントホルスト (シャウム＝リッペ) - ハステ (ハノーファー) - ヴンストルフ - デーデンゼン＝ギュンマー - ゼールツェ - レッター - ハノーファー＝ラインハウゼン - ハノーファー＝ノルトシュタット - ハノーファー中央駅 - ハノーファー・ビスマルクシュトラーセ - ハノーファー＝リンデン/フィッシャーホーフ - ハノーファー＝ボルヌム - エンペルデ - ロネンベルク - ヴェーツェン - レンミー - ヴェンニグセン (ダイスター) - エーゲストルフ (ダイスター) - キルヒドルフ (ダイスター) - バルジングハウゼン - ヴィニングハウゼン - バントルフ - バート・ネンドルフ - ハステ (ハノーファー) | 60分                |
| S2       | ニーンブルク (ヴェーザー) - リンスブルク - ハーゲン (ハノーファー) - アイルヴェーゼ - ノイシュタット・アム・リューベンベルゲ - ポッゲンハーゲン - ヴンストルフ - デーデンゼン＝ギュンマー - ゼールツェ - レッター - ハノーファー＝ラインハウゼン - ハノーファー＝ノルトシュタット - ハノーファー中央駅 - ハノーファー・ビスマルクシュトラーセ - ハノーファー＝リンデン/フィッシャーホーフ - ハノーファー＝ボルヌム - エンペルデ - ロネンベルク - ヴェーツェン - レンミー - ヴェンニグセン (ダイスター) - エーゲストルフ (ダイスター) - キルヒドルフ (ダイスター) - バルジングハウゼン - ヴィニングハウゼン - バントルフ - バート・ネンドルフ - ハステ (ハノーファー)    | 60分                |
| S21      | エクスプレスライン: ハノーファー中央駅 - ハノーファー・ビスマルクシュトラーセ - ハノーファー＝リンデン/フィッシャーホーフ - エンペルデ - ヴェーツェン - ヴェンニグセン (ダイスター) - バルジングハウゼン | 60分 ラッシュ時のみ |

もう1つはS5号線（ハノーファー - アルテンベーケン線、シュプリンゲ、ハーメルン、バート・ピルモント、パーダーボルンを結ぶ）およびハノーファー空港行きが利用できるホルテンゼン/リンデルテ駅である。
町域のわずか数メートル外側にレンミー駅（ゲールデン市）とエーゲストルフ駅（バルジングハウゼン市）がある。ヴェンニグセンのゾルズム地区やヴェンニグサー・マルク地区がそれぞれその近くにあるため、これらの駅も町域内から公共近郊交通へのアクセスに有用である。
レギオブス・ハノーファーの多くのバス路線が町域内を運行している。382号線はヴェンニグセンとアルゲストルフ地区、ブレーデンベック地区、シュタインクルーク地区とを結び、さらにシュプリンゲ・バイソン園やシュプリンゲ病院を経由してシュプリンゲ駅に至る。通学の日にはベンニグセン駅を経由する便も数本ある。520号線はやはりヴェンニグセンとアルゲストルフおよびブレーデンベックとを結んでいる。この他にホルテンゼン、エーフェストルフ、ゾルズムでも利用できヴェーツェン駅を終点としている。540号線はヴェンニグセンとヴェンニグサー・マルクとを結び、さらにダイスターを通ってバルジングハウゼンまで運行している。580号線はヴェンニグセンとベンニグセンおよびデガーゼンとを結び、ゲールデンを通ってエンペルデでシュタットバーン・ハノーファーに接続する。521号線と522号線は通学に使われている。

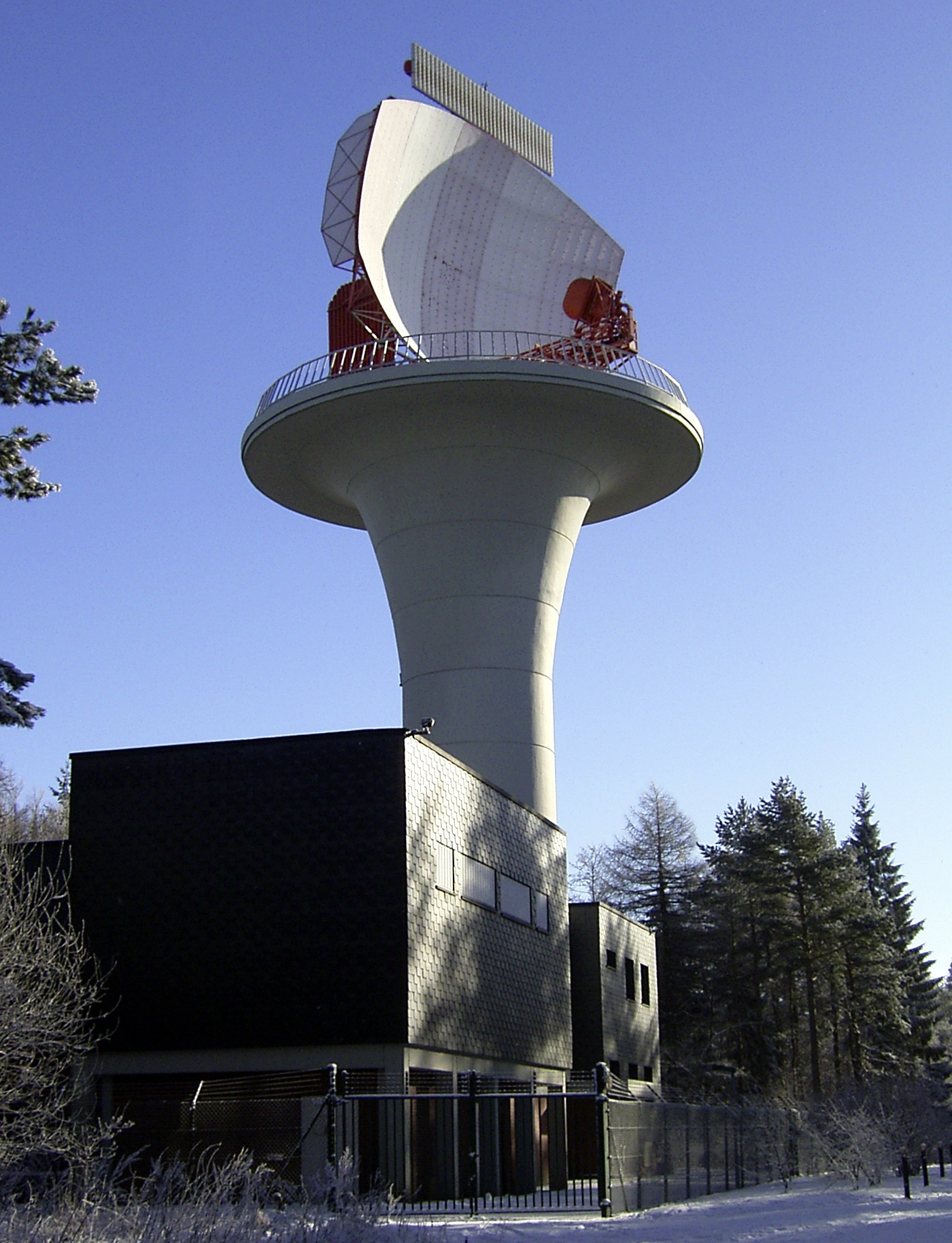
ダイスターに建つDFSレーダー施設

#### 航空
ダイスター丘陵のヘフェラー（海抜 395 m）に DFS（ドイツの航空管制企業）の中距離空域監視のための SRE-M レーダー施設がある。ドイツの空域を監視するために、こうした施設がドイツに6箇所ある。検出範囲は約145海里（270 km に相当する）である。約 1.5 km 離れたブレーンには、航空安全のための送受信施設がある。

#### 自転車

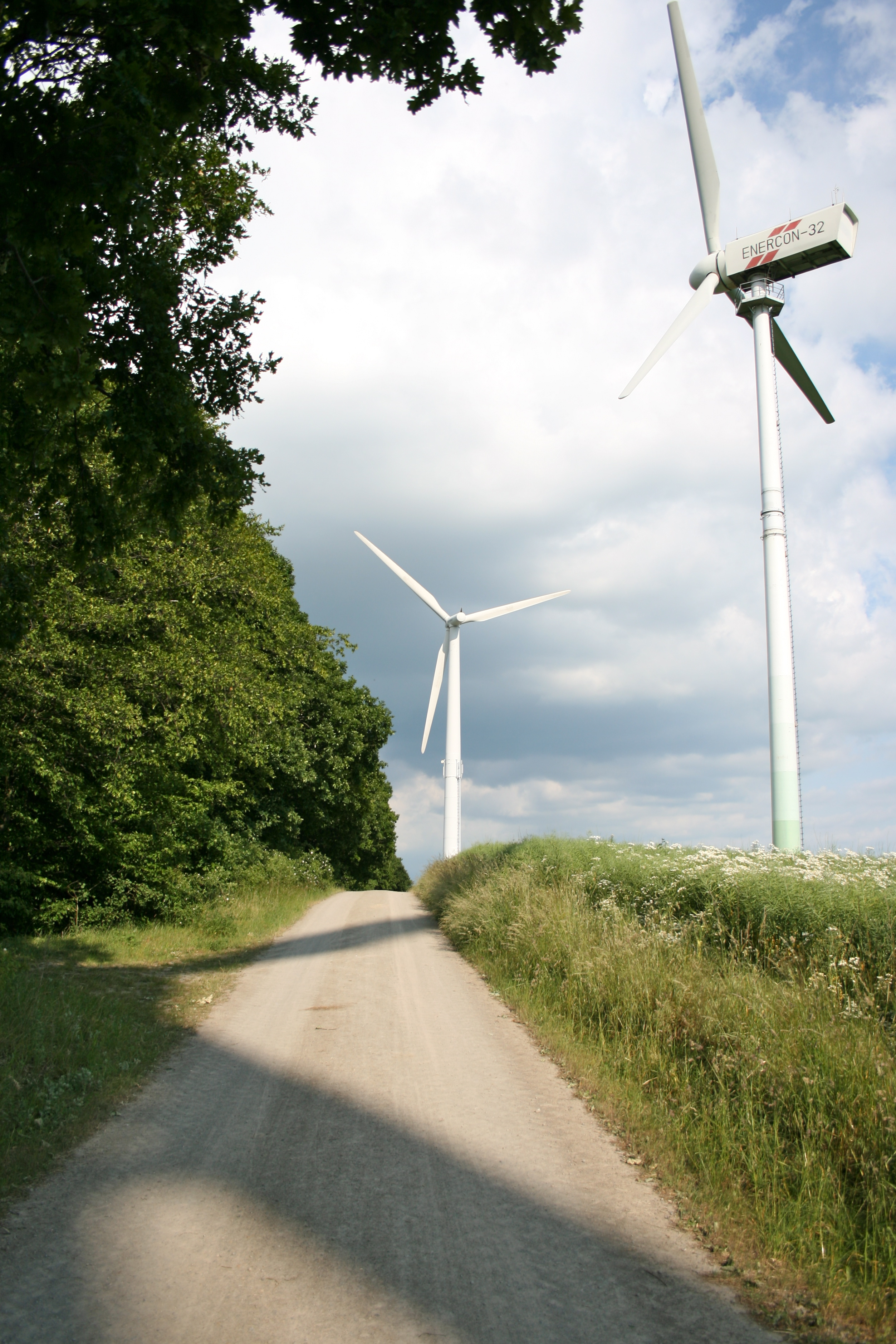
フェリアー・ベルクの風力発電施設

2008年にハノーファー広域連合で初めて、地元のADFC、政治、地域行政が共同で自転車交通プランが策定された。その目的は自転車交通の戦略的振興であった。そのために包括的な施策のカタログが開発され、その後数年間でその多くが実行された。主な内容は、全域に距離表示を含む標識を設置すること、駐輪場施設の拡張と近代化、このテーマに対する一般の認知度改善であった。標識の設置は、2011年に6本のルート合わせて 39 km に140本の標識設置が完了した。同じ年に約950台分のフレームホルダーの駐輪場とSバーンのヴェンニグセン駅に施錠可能な中央駐輪場が造られた。小売業者の活性化のために経済利益共同体 (WIG) と共同で作業が行われた。ニーダーザクセン州と共同で2本の自転車道、合わせて 3.5 km が整備された（ヴェンニグセン - ヴェンニグサー・マルク、ヴェンニグセン - ゾルズム）。エーフェストルフ - ゾルズム間の自転車道は刷新された。この他に、袋小路の標識、ホルテンゼン駅へ向かう道の街灯（約 1 km）、縁石を低くすることや小さな建築上の対策が行われた。恒常的な意見交換プロセスを確保するために、ボランティアで活動するADFCと町の行政当局との間で定期的な「自転車交通円卓会議」が設置された。

### 気候保護
1990年にフェリアー・ベルクに風力発電施設が開設された。1998年、新興住宅地ランゲス・フェルトに賞を受賞するエコビレッジが形成された。ヴェンニグセンの屋外プール閉鎖後、2000年に自浄式水槽を備えたヴェンニグセン・ウォーターパークがオープンした。このシステムは、化学薬品を使用する従来の装置を廃絶し、運用コストを半減させることができる。
名誉職の気候保護委員デトレフ・クリューガー＝ネッデは、2008年から町で広報活動やアドバイスを行っている。2009年には気候保護機関と共同で、175件以上のエネルギー協議が戸主や企業との間で行われた。
2009年と2011年には気候保護のための2つの住民参加プロジェクトが実施された（詳しくは住民参加の項を参照）。
この町はウッドチップ暖房システムを導入した北ドイツ唯一の自治体である。この装置は約1000人が学ぶ総合学校に設置されている。このシステムの出力は 360 kW で、年間300トンのCO2を削減できる。2009年から2011年にかけて、この町のすべての街灯が省エネ照明に交換された。これにより電力消費が2/3ほどに削減できた。これは年間140トンのCO2削減に相当する。

## 文化と見どころ

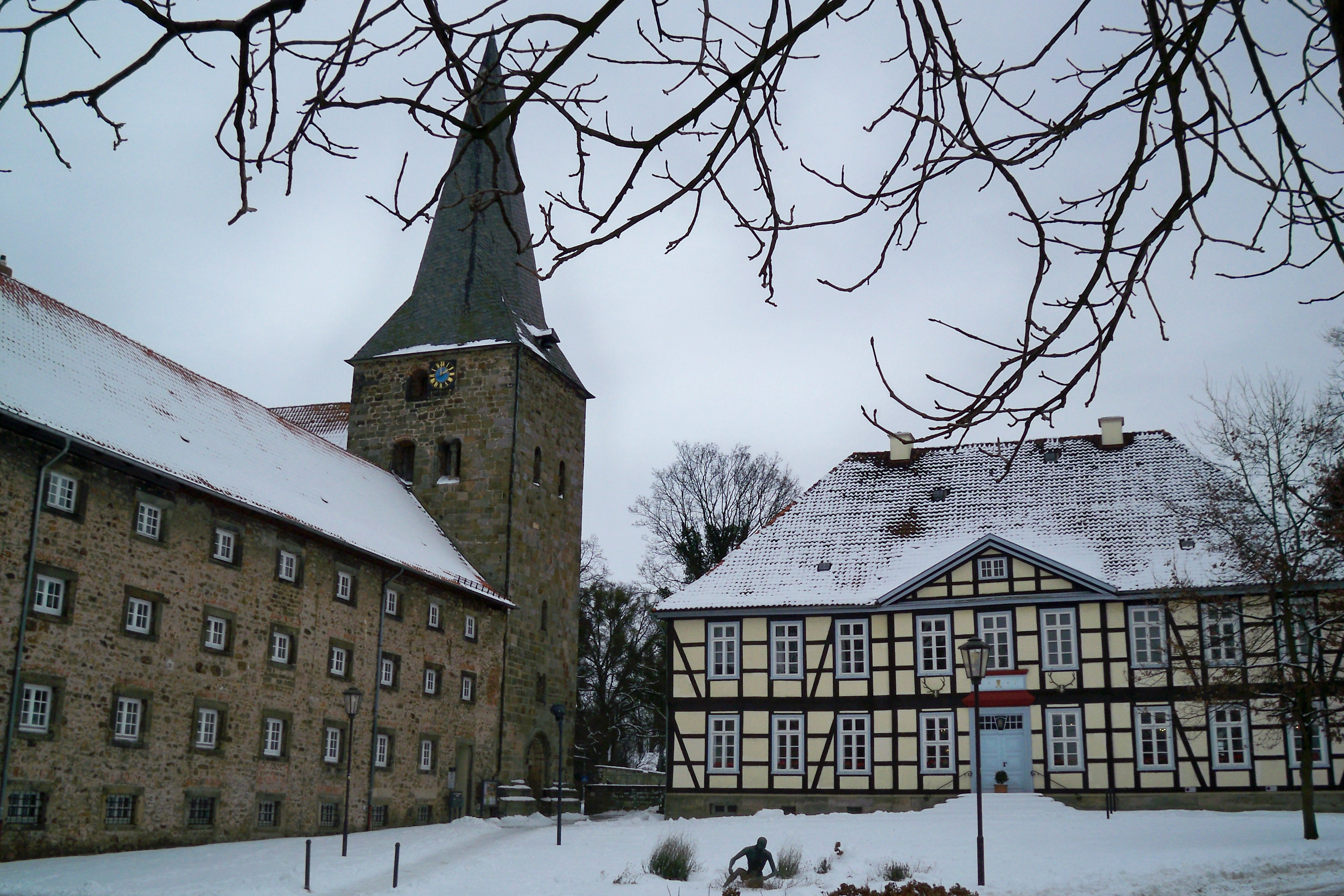
ヴェンニグセン修道院

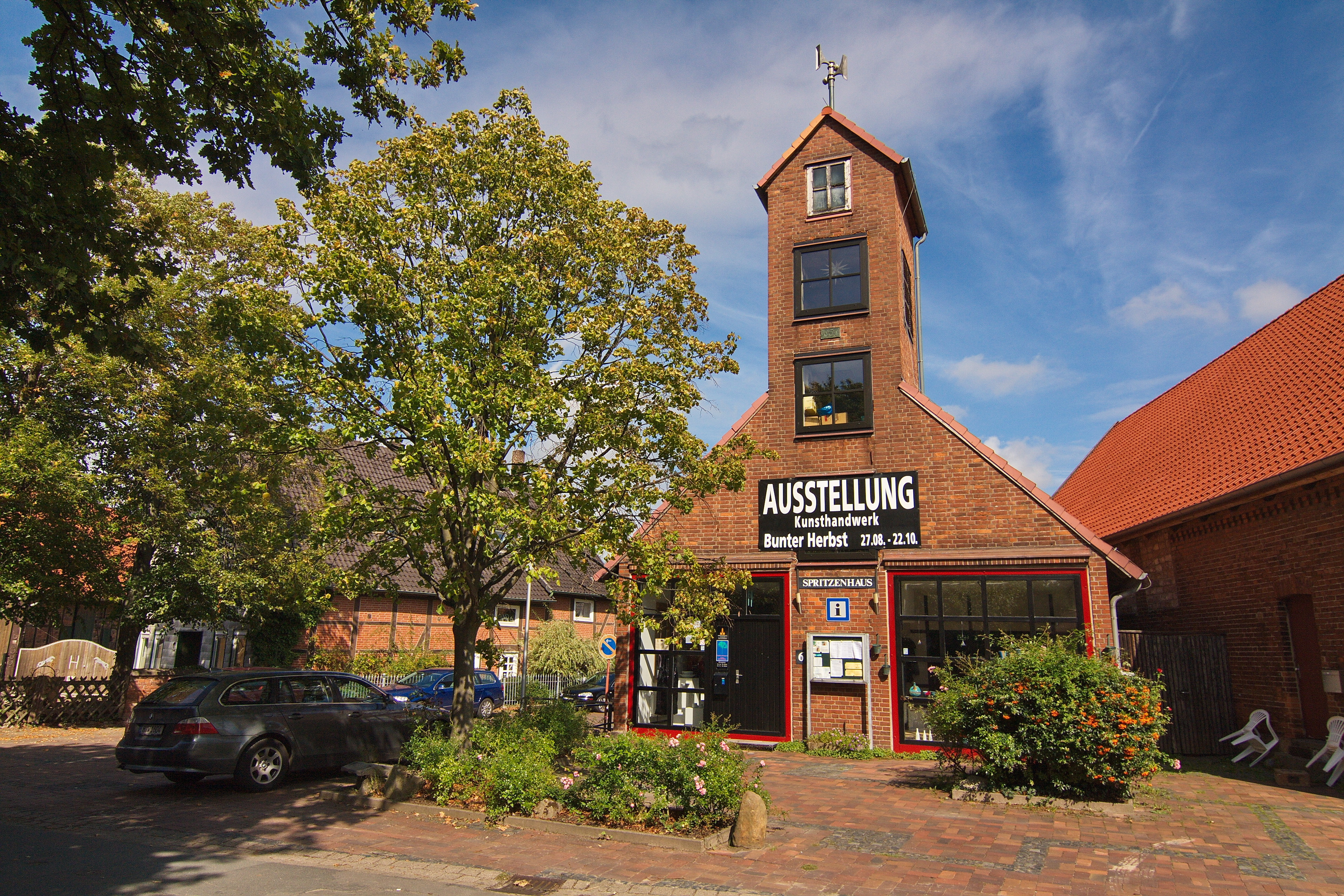
ヴェンニグセンの旧消防署

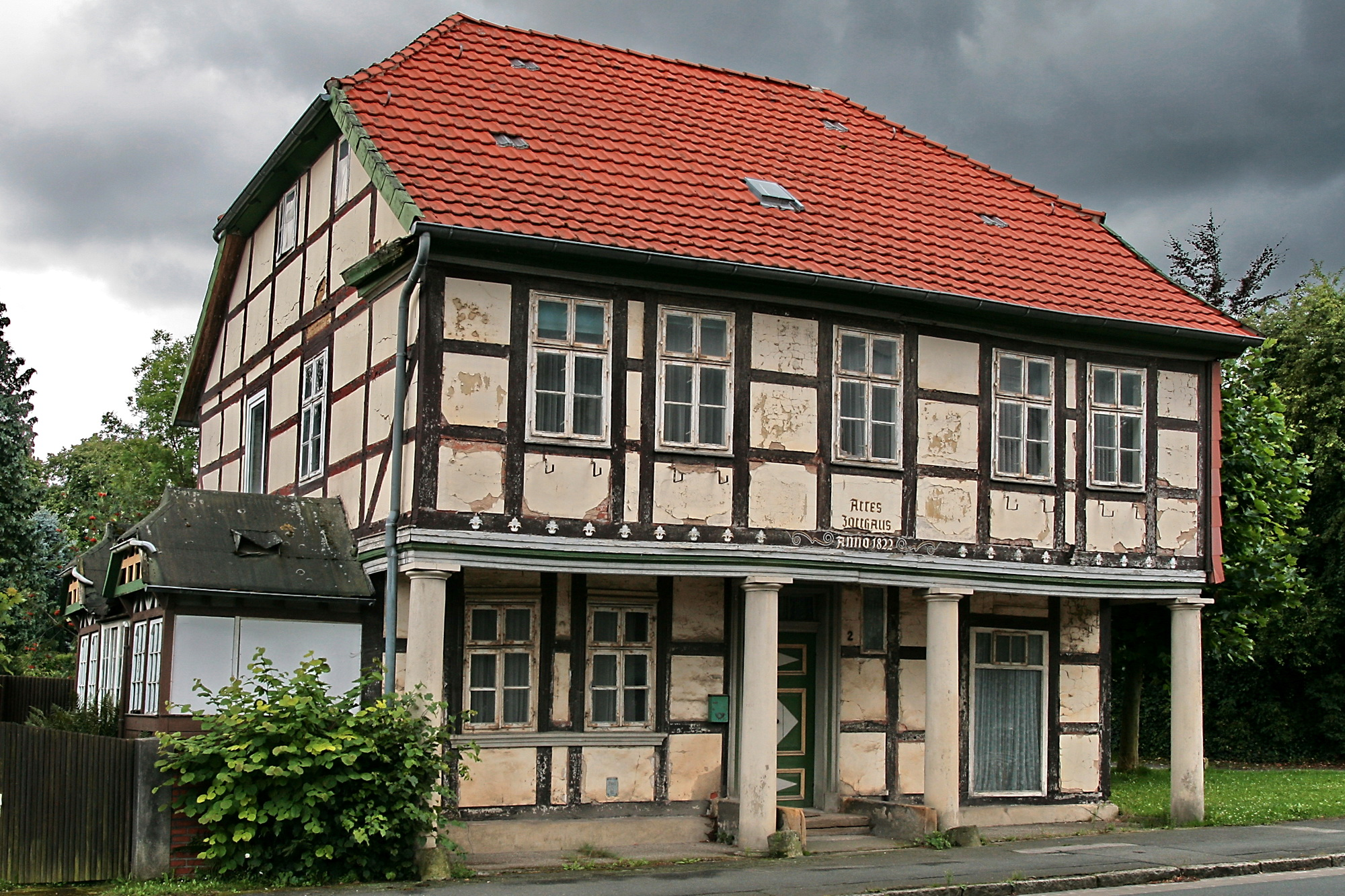
1822年建造のヴェンニグセンの旧税関

近郊レクリエーション地として重要なのが、フェルトベルクのヴェンニグサー・ヴァッサーレーダー（ミニチュアの水車を集めて展示している公園）やヴェンニグセン・ウォーターパークに改装された屋外プールなどがあるダイスターである。特別なイベントとしては、3年毎に開催される歴史的フライシーセン（直訳: 自由射撃祭）がある。
散歩道ミューレンダムヴェークは、ヴェンニグセン修道院からヴェンニグサー・ミュールバッハ川沿いにブレーンヴェークに続いており、今も残る昔の水車用貯水池とつながっている。フォイアーヴェール広場（直訳: 消防広場）で消防団の旧消防署を通るが、ここには現在美術工芸センターが入居している。オーベラー・ミュールタイヒ（直訳: 上の水車用貯水池）の麓にヴェンニグセン郷土博物館があり、様々なテーマの入れ替え展示や、町の歴史、古い手工芸、ダイスターでの鉱業、昔の水車小屋の利用に関する常設展示が行われている。
見どころとしては、1150年建造のロマネスク様式の防衛塔を含む修道院、純粋な生物学的水浄化システムを備えたウォーターパーク、オーベラー・ミューレンタイヒの麓にある1700年ころに建設されたヴェンニグセン郷土博物館、ヴェンニグセンの精密機械職人エーリヒ・ポルレーネの芸術作品「二重螺旋と日時計」（フーゴ・キューケルハウスの人生の螺旋）、ダイスターのヴェンニグサー・ヴァッサーレーダー、保護文化財に指定されている1822年に建設されたヴェンニグセン税関などが優れている。

### 周辺地区の見どころ
- アルゲストルフ:
  - ヴィダーグート・フィーア・アイヒェン
- ブレーデンベック:
  - クニッゲ男爵の騎士の館
  - 穀物蒸留酒製造所ヴァルネッケ
  - 旧学校
  - ブレーデンベック郷土室
- デガーゼン:
  - レーレンボルン
  - カペレンガルテン
- エーフェストルフ:
  - イーメシュタイン・エーフェストルフ
- ホルテンゼン:
  - ホルテンゼンの教会
  - ホルテンゼンのドッペルアハト
- ゾルズム:
  - ゾルズムのヨハネス礼拝堂
- シュタインクルーク・バイ・ブレーデンベック
  - ガラス工房
- ヴェンニグサー・マルク:
  - 　ゲオルクス広場
- ダイスター:
  - ヴェンニグサー・ヴァッサーレーダー
  - ブレーンヴェーク
- 見どころを巡るツアー:
  - デア・グリューネ・ファーデン: ヴェンニグセンを巡る散策ツアー[33]。
  - ディー・グリューネ・ケッテ: ヴェンニグセンの8つの地区を巡るサイクリングツアー[34]。
  - アウフ・ラーフェス・シュプーレン: 王宮建設マイスターの痕跡を訪ねてブレーデンベックを巡る歴史ツアー。

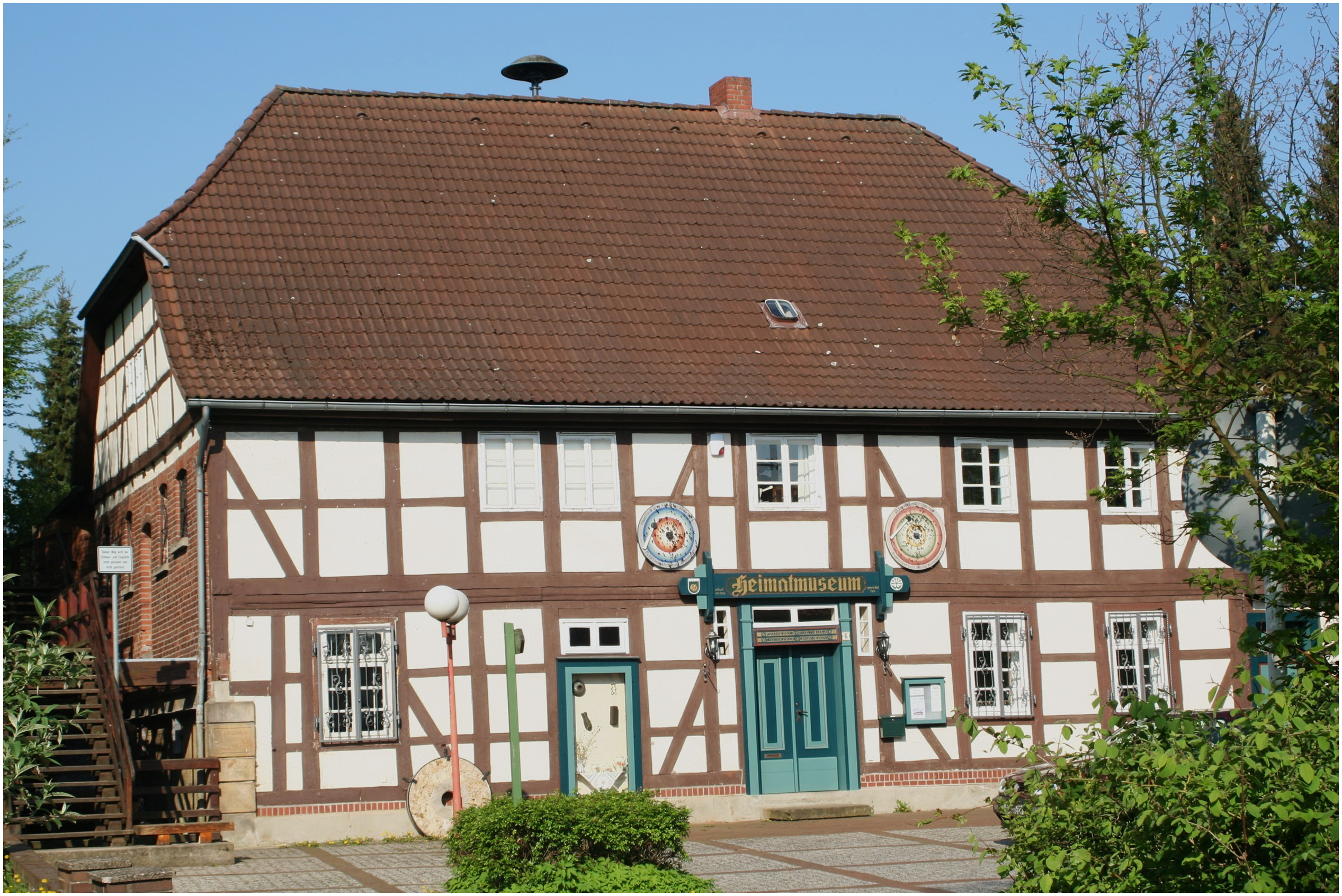
ヴェンニグセン郷土博物館
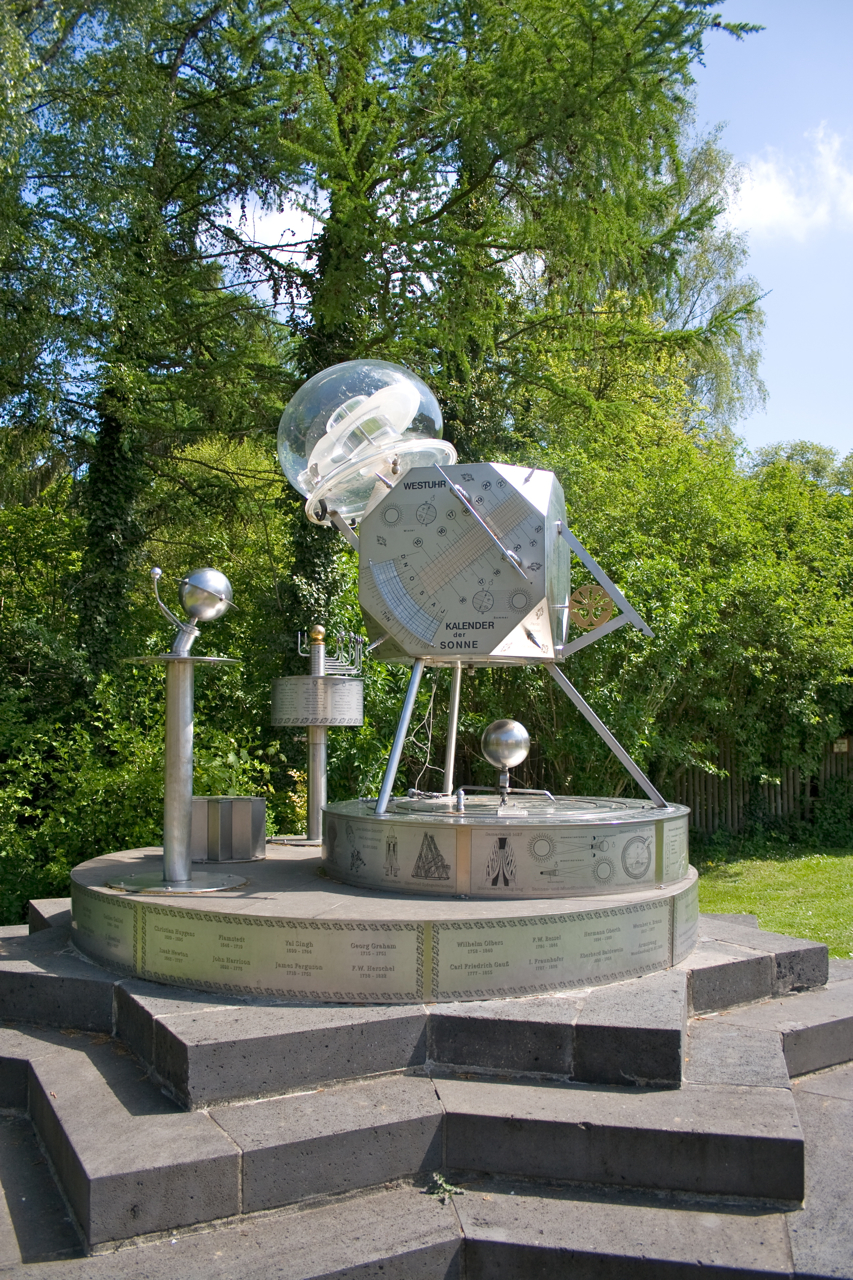
エーリヒ・ポルレーネ作の日時計
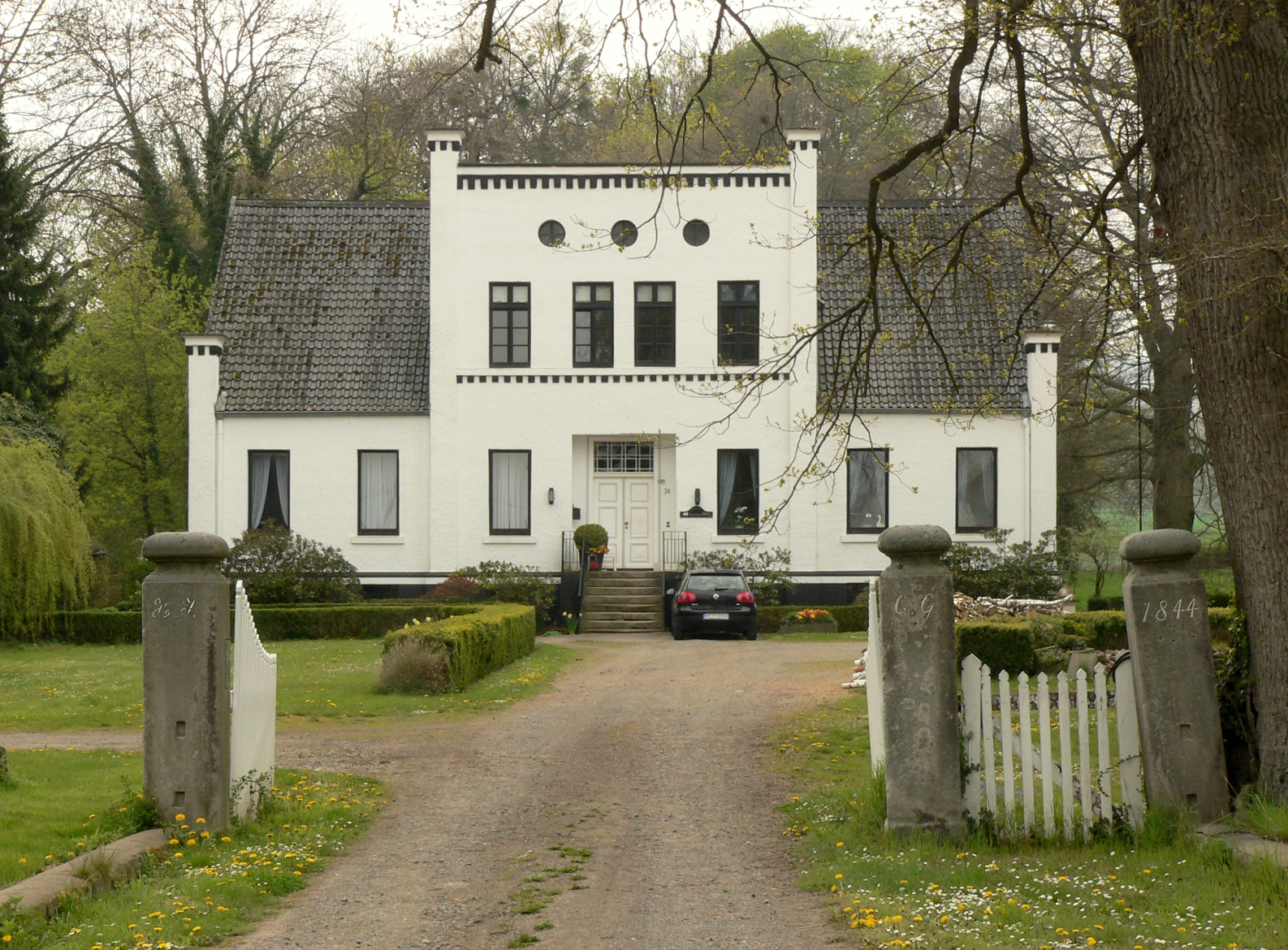
ヴィダーグート・フィーア・アイヒェンの居館
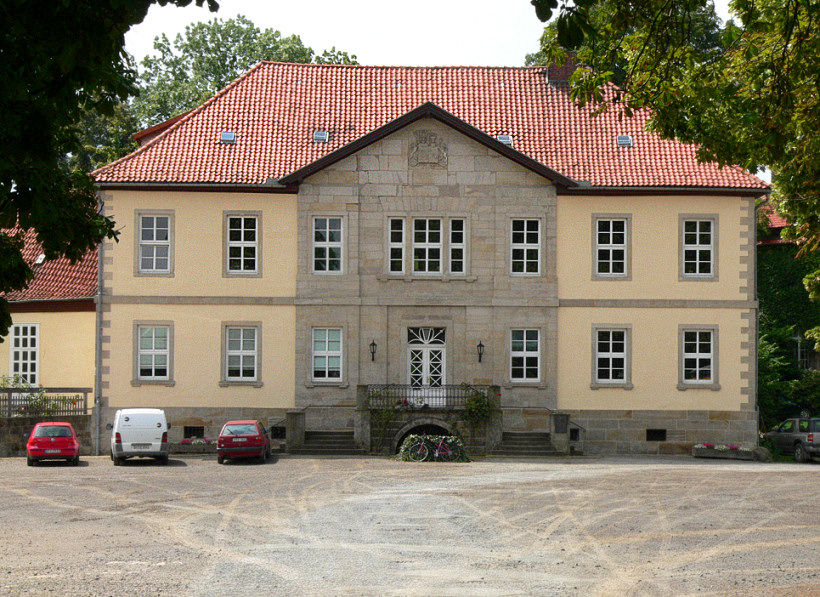
ブレーデンベックのクニッゲ男爵の騎士館
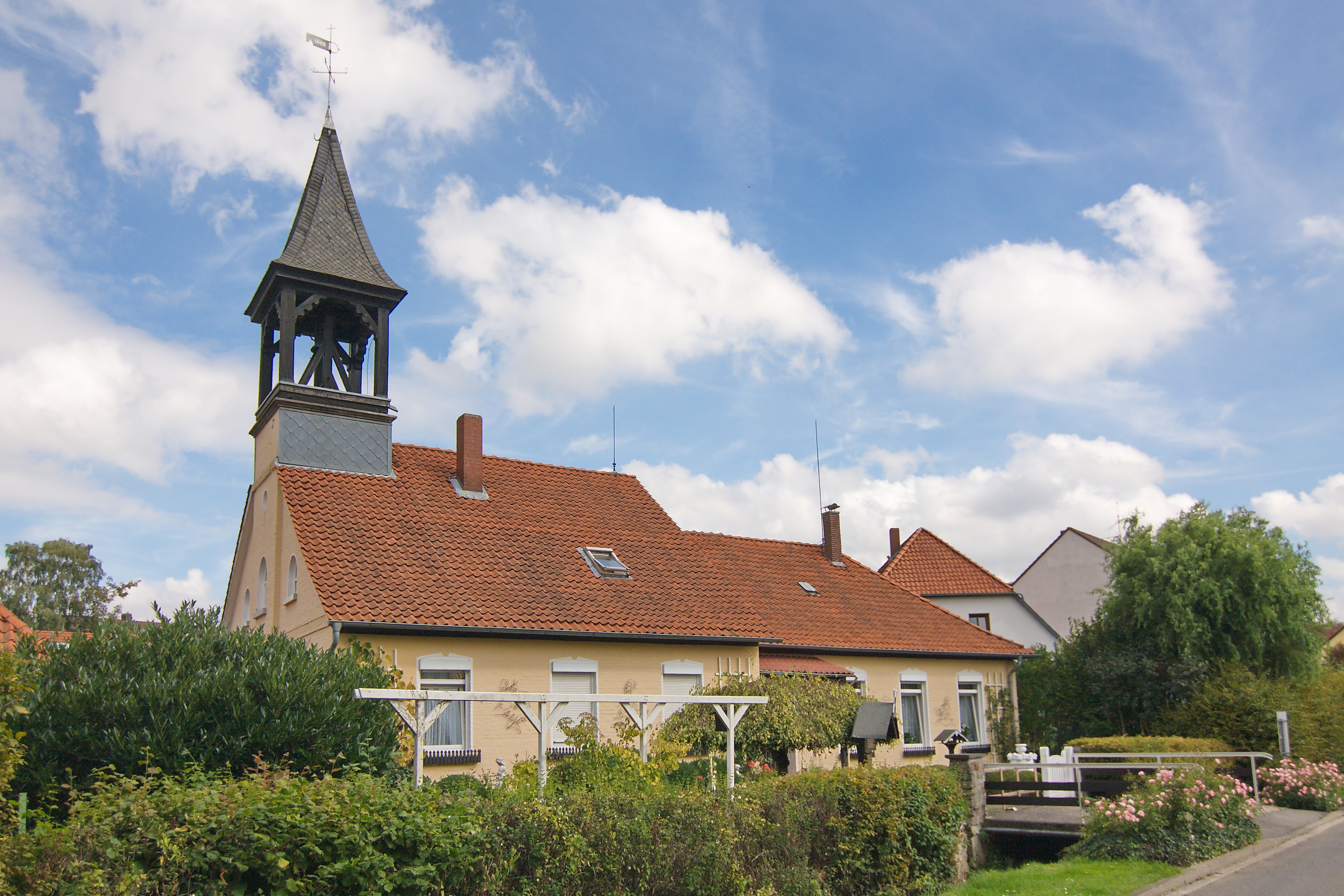
ブレーデンベックの旧学校
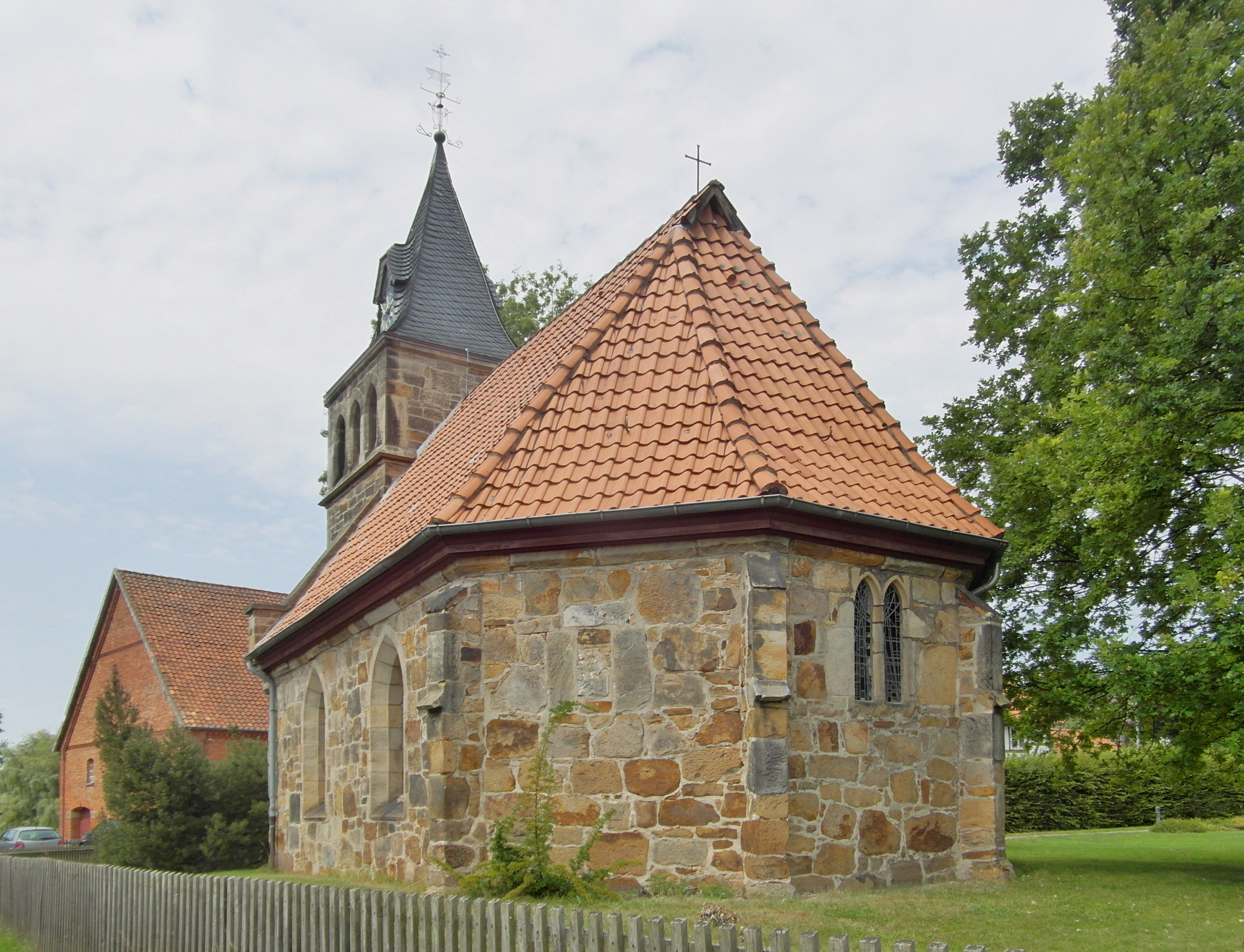
ゾルズムのヨハネス礼拝堂
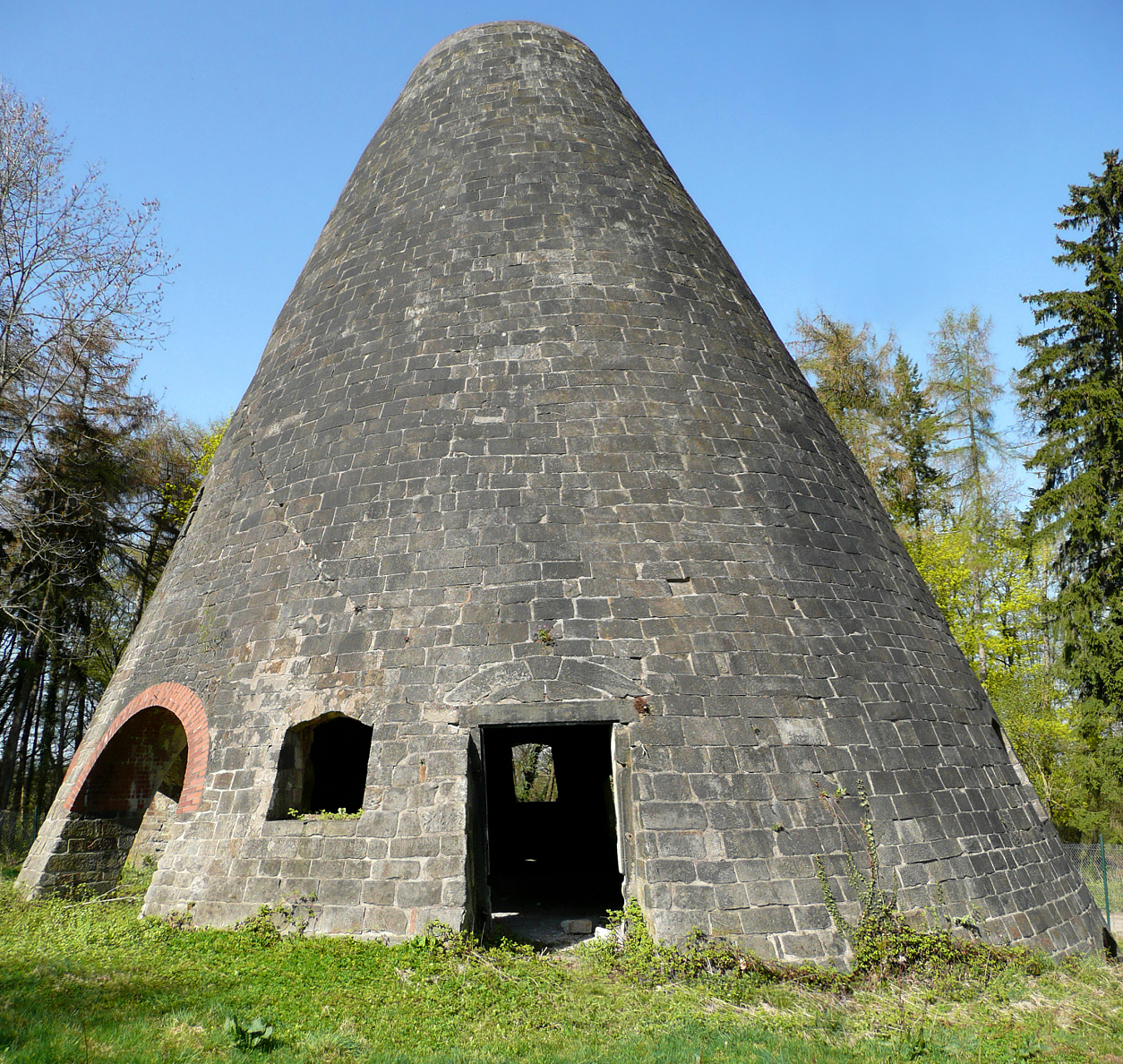
シュタインクルーク・ガラス工房

### 年中行事
- 春

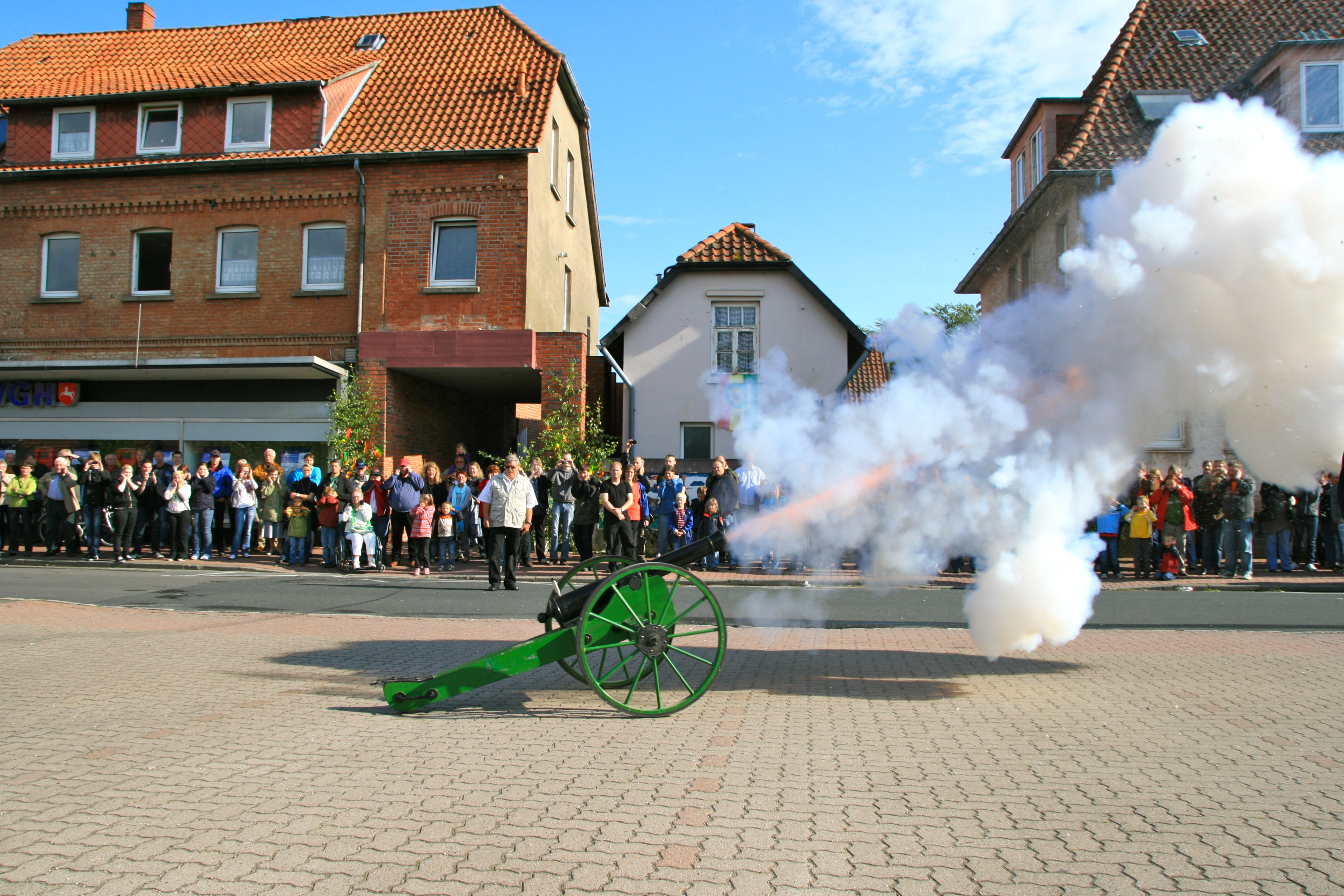
カノン砲の発射で歴史的フライシーセンの幕が開ける

  - ブレーデンベックの穀物蒸留酒製造所ヴァルネッケの敷地で行われるオスターマルクト（復活祭の市場）。
  - ヴェンニグサー・ヴァッサーレーダーとヴェンニグセン・ウォーターパークのオープン。
  - アルゲストルフ、ブレーデンベック、デガーゼン、ホルテンゼンで行われるメイポール立て。
  - ダイスターターク: ダイスターのハイキングシーズンの開始。森の駐車場で開始される。
  - ヴェンニグセンのクンストシュプール: アトリエ開放日。2年毎に開催され、30以上のアトリエが開放される。
  - マサラ・フェスティバルの一環として穀物蒸留酒製造所ヴァルネッケの敷地で行われるオープン・エア（野外コンサート）。
- 夏
  - ヒンメルファールツフリューショッペン（直訳: 聖霊降臨祭の朝のパーティー）: ゲオルクス広場でのジャズコンサートと穀物蒸留酒製造所ヴァルネッケの敷地でのコンサート。
  - 歴史的なフライシーセン（直訳: 自由射撃祭）: 3年毎に開催される数日にわたるスペクタクル。数百人の住民がエキストラとして参加する祝祭パレードが行われ、数千人が訪れる。
  - ヴェンニグセン修道院の夏祭。クラシックコンサートと演劇が上演される。
  - 夏の映画祭: クニッゲ騎士館、穀物蒸留酒製造所ヴァルネッケの敷地、ヴェンニグセン修道院の中庭で開催される。
- 秋
  - ブレーデンベックのクニッゲ男爵の騎士館で開催されるグーツフェスト。
  - ヴェンニグセン・クルージングレース: 学生によるウォーキングおよびハーフマラソンレース。
  - 地域的なエントデッカーターク（発見の日）: 郷土博物館での音楽祭。
  - 穀物蒸留酒製造所ヴァルネッケの敷地で行われる農民市。
  - ホルテンゼン果実酒祭。ワインの女王が選ばれる。
- 冬
  - アドヴェントマーケット。ブレーデンベックの穀物蒸留酒製造所ヴァルネッケの敷地で開催される。
  - クラシックのアドヴェントコンサート。ヴェンニグセン修道院教会で行われる。
  - クリスマスマーケット。ヴェンニグセンのフォイアーヴェール広場で開催される。

## 人物

### 出身者
- アドルフ・クニッゲ（1752年 - 1796年）作家、評論家。

### ゆかりの人物
- ハインツ・エアハルト（ドイツ語版、英語版）（1909年 - 1979年）コメディアン、ミュージシャン、作曲家、俳優、詩人。一時期ヴェンニグサー・マルクに住んでいた。
- フランク・ハルトマン（ドイツ語版、英語版）（1960年 - ）サッカー選手。1989年から FC ヴェンニグセンに所属した。
- マイク・ハンケ（1983年 - ）サッカー選手。一時期ヴェンニグサー・マルクに住んだ。